# Natur i Stockholms län

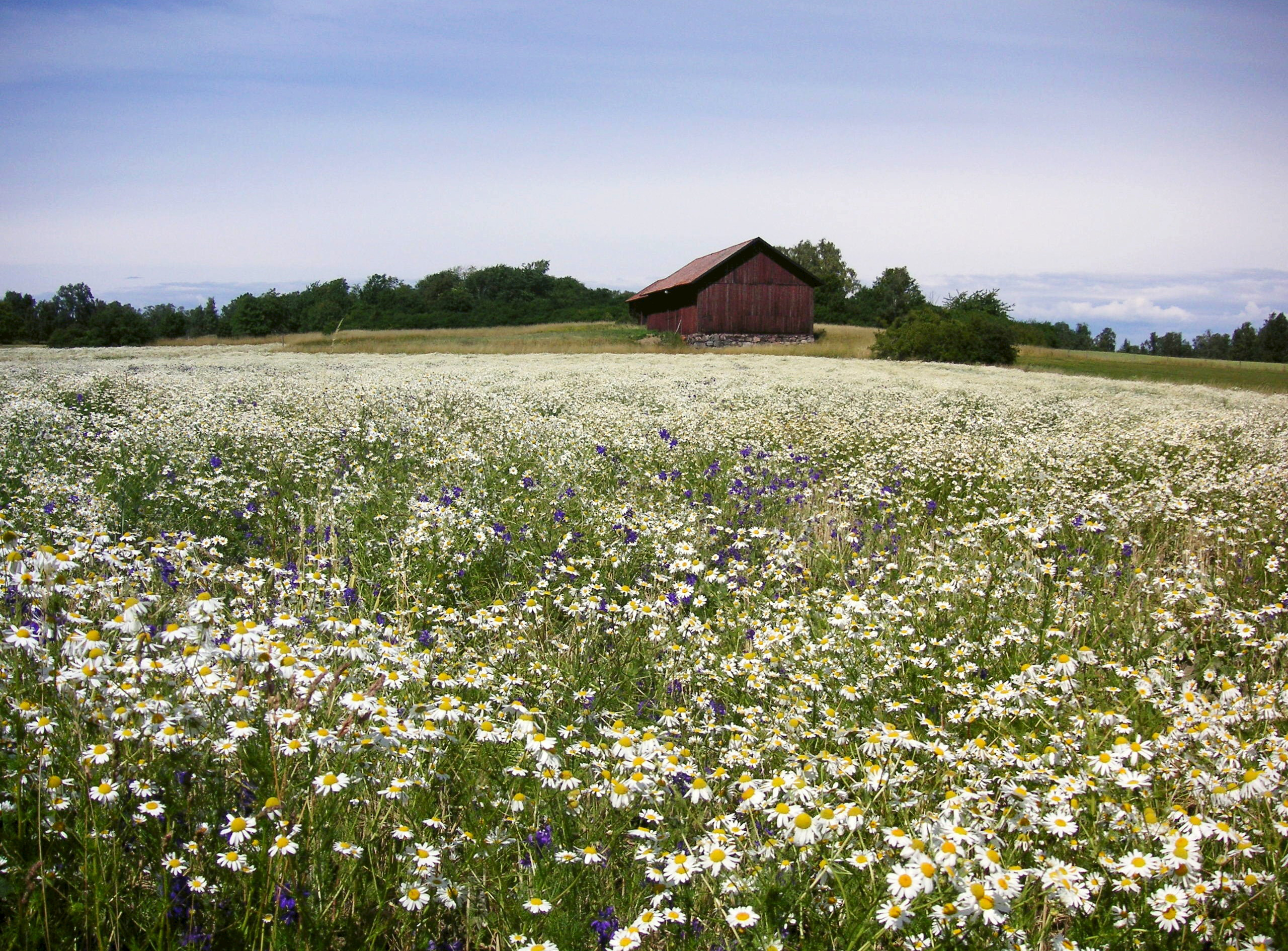
Dagens kulturlandskap på Björkö har skapats sedan vikingatiden. Området ingår med Birka och Hovgården i Unescos världsarvslista.

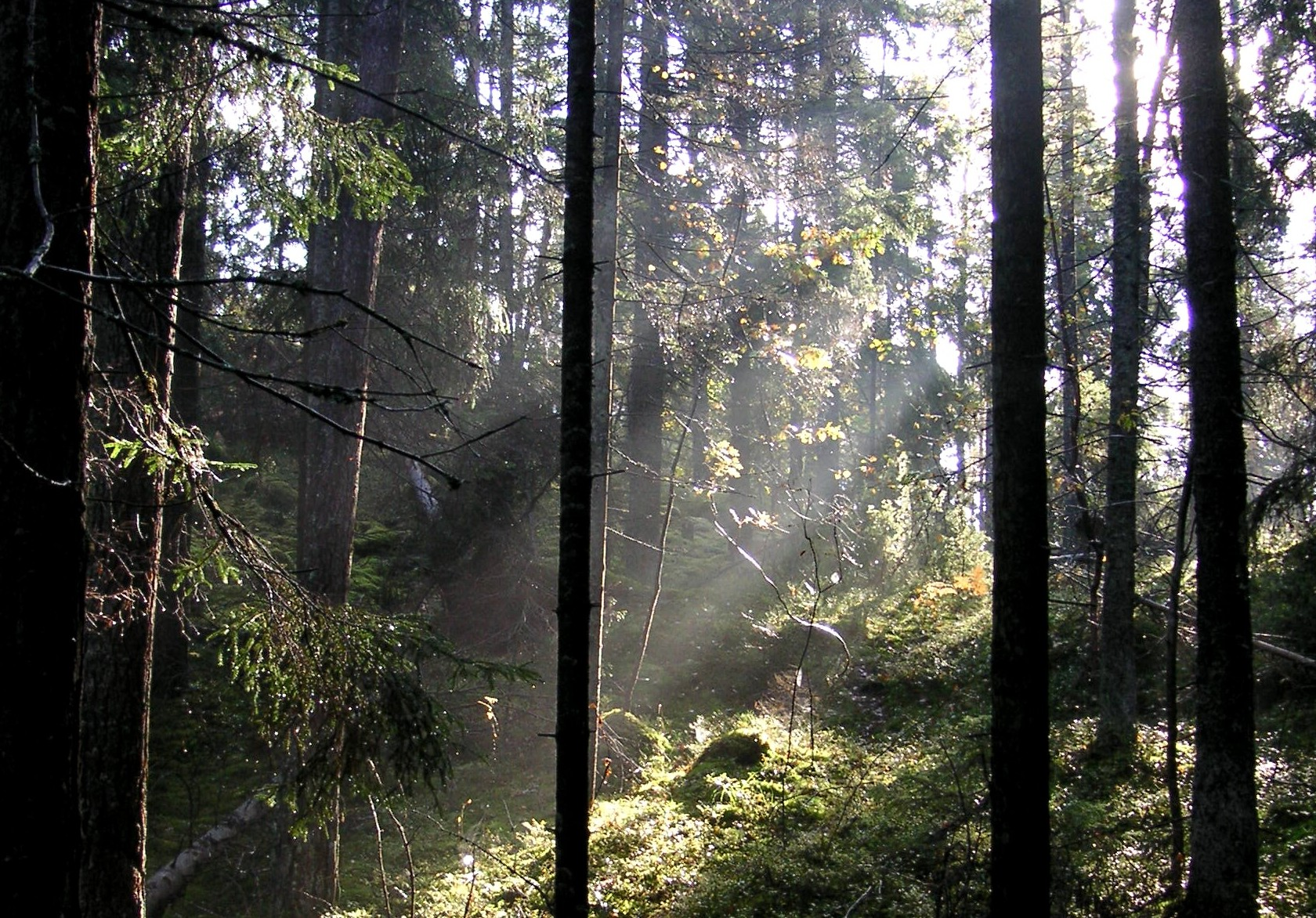
Naturgranskog i Paradisets naturreservat, här passerar Sörmlandsleden.

Stockholms läns natur präglas av områdets speciella läge mellan Mälaren och Östersjön och genom Mälardalens milda klimat med odlingszon II som motsvarar Skånes inre delar. I Stockholms län har det aldrig funnits helt orörd natur. När de första landområden steg ur havet vandrade också de första människor in söderifrån. Det skedde under stenåldern för cirka 8 000 år sedan. Stenåldersmänniskan påverkade landskapet och naturen genom jakt, fiske och insamling. Dagens landskapsbild präglas huvudsakligen av odlings- och kulturlandskap som skapades alltsedan bronsåldern och fortsatte fram till 1900-talets första hälft, sedan minskade odlingsarealen.
För att freda länets värdefulla naturområden inrättades redan 1909 Ängsö nationalpark i Roslagen. I Stockholms län finns idag (2012) över 270 naturreservat, två nationalparker (Ängsö nationalpark och Tyresta nationalpark) och en nationalstadspark (Kungliga nationalstadsparken). Tillsammans har reservaten en landarea av ca 43 000 hektar, vilket är knappt 7 procent av länets totala landarea. Inom Stockholms kommungränser fanns år 2018 tio naturreservat och ett kulturreservat, bland dem Flatens naturreservat, Grimsta naturreservat, Hansta naturreservat, Judarskogens naturreservat, Kyrksjölötens naturreservat, Sätraskogens naturreservat, Igelbäckens kulturreservat samt Årstaskogen och Årsta holmars naturreservat. Det senare invigdes  i juni 2018. I kommunen ligger bara två naturminnen: Johannesdals flyttblock och Pålsundsberget.
Inom Stockholms kommun finns 15 sjöar, varav tio ligger helt inom kommunens gränser. Räknar man med alla sjöar, vikar och vattendrag i Stockholms län kommer man till en betydlig högre siffra, nämligen över 1250. Idag täcks hälften av länets yta av skog, mest skog finns i nordvästra Roslagen. I Mälardalen upptar skogsarealen drygt en fjärdedel av ytan. Vanligast är granskog och cirka 10 procent utgör lövskog.
Genom länet sträcker sig ett stort antal kortare och längre vandringsleder. Den mest kända och längsta leden är Sörmlandsleden, som går knappt 1 000 kilometer från Nacka genom Södermanland söder om Stockholm. Ledens drygt 100 etapper bjuder på olika svårighetsgrader och är mellan 3 och 20 kilometer långa.
Det övergripande ansvaret för naturvården i länet ligger hos Länsstyrelsen i Stockholms län medan  kommunerna svarar för naturvården på det lokala planet. Vid sitt arbete stödjer sig länsstyrelsen och kommunerna på  miljöbalken.

## Landskapet blir till

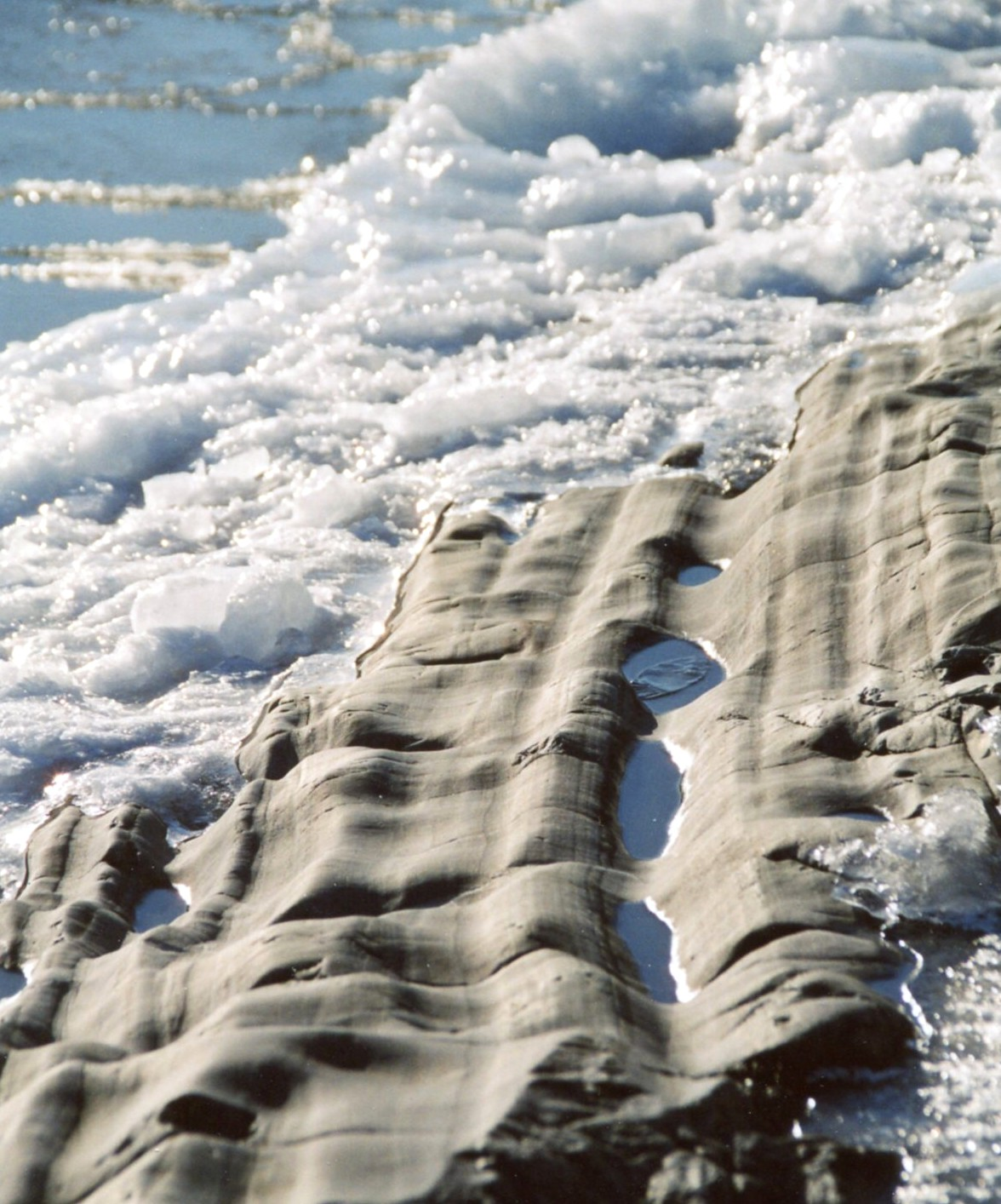
Urberget på Utö.

Landskapet i Stockholms län har formats under miljontals år. Urberget har slipats och polerats av flera istider. Geologer har konstaterat att det fanns minst 20 nedisningar under de senaste 2,5 årmiljonerna. Den senaste nedisningen var Weichselistiden, som täckte nästan hela Skandinavien och stora delar av Nordtyskland ända ner till dagens Berlin varade i ungefär 100 000 år. Ismassornas tjocklek har uppskattats till upp till 3 km. På grund av klimatförändringar  började ismassorna att smälta för cirka 20 000 år sedan och Östersjöns föregångare, Baltiska issjön bildades.
För cirka 10 300 år sedan stod isgränsen i höjd med Stockholmstrakten. Då låg området minst 150 meter under nuvarande havsvattennivå och en isbarriär sträckte sig i öst-västriktning förbi nuvarande Hornstull. Avsmältningen och isens tillbakadragande mot norr gick mycket fort, i genomsnitt handlade det om cirka 250 meter per år. Knappt tio år efter att iskanten stod vid Hornstull hade den förflyttat sig norrut till Stockholms ström och efter 15 år hade den nått dagens Norrtull. På bara tjugo år blev dagens Stockholm isfritt.
Tydliga tecken efter isens rörelser och avsmältning ser man bland annat i Flatens naturreservat, där räfflor efter isens rörelse syns på några bergväggar och klapperstensvallar berättar om den tidigare strandlinjen, numera 30 meter över havet. En informationsskylt förklarar: “Här skulle du för 5 000 år sedan ha stått till knäna i havet.“ Hur landskapet såg ut efter isens reträtt kan man ana när man betraktar obebodda kobbar och skär i Stockholms skärgård.
Samtidigt med avsmältningen av det tjocka islagret infann sig den postglaciala landhöjningen som fortfarande pågår med cirka 4 millimeter  per år och som alltjämt ändrar länets strandlinjer (se Landhöjningen i Stockholm). Ett annat geologisk rest från senaste istiden är Stockholmsåsen, som är en ca 60 km lång rullstensås. Den sträcker sig från Arlanda i norr till Jordbro och Västerhaninge i söder. Den för Stockholm betydelsefulla Brunkebergsåsen är en del av denna rullstensås.
Stockholms vattenlandskap präglas även av sprickdalssjöar. Dessa är djupa, avlånga och näringsfattiga sjöar, som ligger i en spricka i berggrunden.  De bildades som en följd av starka rörelser i jordskorpan för cirka 40-50 miljoner år sedan och som genom erosion vidgats till en dalgång. Typisk för sprickdalssjöar är stränder med branta bergsstup. Exempel härför är Källtorpssjön i Nackareservatet, Tullingesjön i Botkyrka kommun och Norrviken i Sollentuna kommun. Ingen annanstans i världen är de så tydliga som i Stockholms län.

## Odlings- och kulturlandskapet

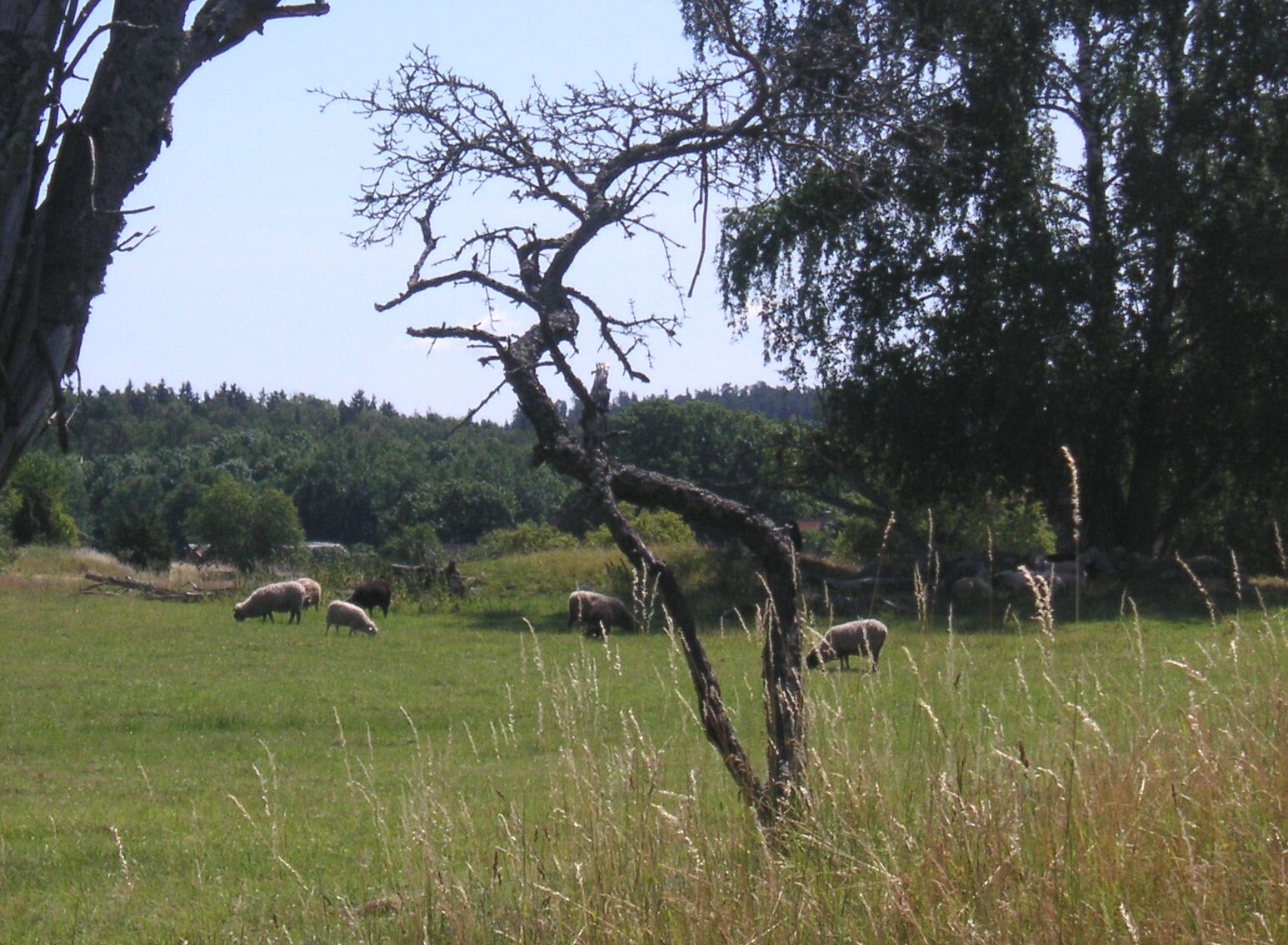
Landskap på Björkö.

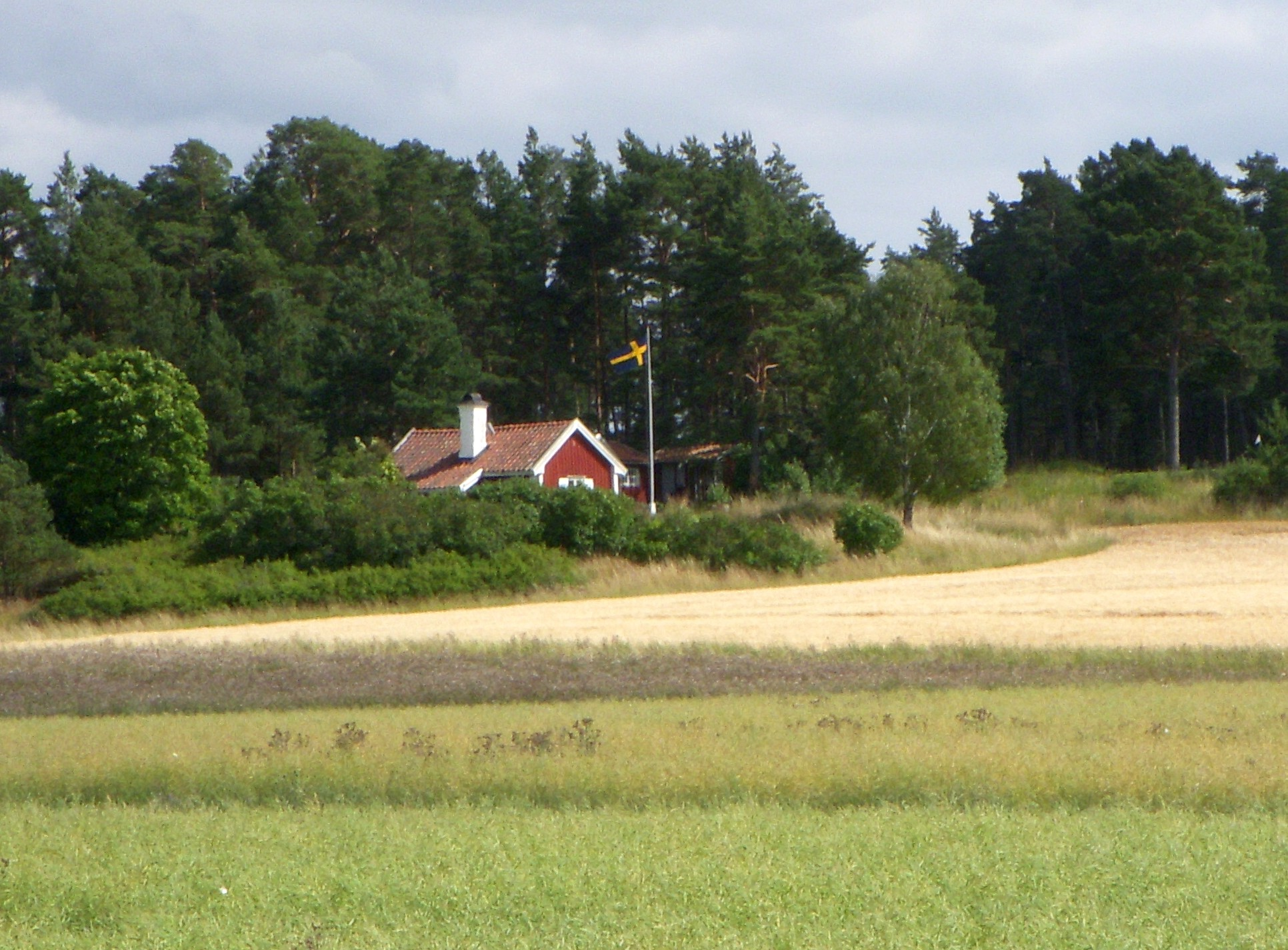
Landskap med Bergatorpet på Lovön.

I Stockholms län har det aldrig funnits helt orörd natur. När de första landområden steg ur havet vandrade också de första människor in söderifrån. Det skedde under stenåldern för cirka 8000 år sedan. Stenåldersmänniskan påverkade landskapet och naturen genom jakt, fiske och insamling. Under brons- och järnåldern blev människorna bofasta och präglade sin omgivning genom att hålla boskap och genom att bedriva lant- och skogsbruk samt sina bosättningar. Troligen var landskapet redan under bronsåldern hårt utnyttjat av betande boskap och mycket talar för att  det mesta av lövskogarna då användes som ängsmark med glest växande lövträd och buskar. Dagens jordbruksområden i Stockholms län ligger ofta i anslutning till de stora gravfälten från järnåldern, vilket tyder på att gårdarnas föregångare har legat på ungefär samma plats i över 1500 år.
Efter 1300-talet dominerade adeln  jordbruket och formade därmed landskapet och naturen i stockholmstrakten. Storhetstiden skedde under 1600-talet, då adelsmännen kom i besittning av stora delar av kronans mark. Mängder av herrgårdar och säterier uppfördes. På Värmdö fanns i mitten av 1500-talet bara ett säteri, hundra år senare var det 42 stycken. I samband med upprättandet av Gripenhielms Mälarkarta 1689 räknade kartografen Carl Gripenhielm  20 slott eller palats, 56 säterier och över 854 "Bonnahemman, Krogar och Torp" på Mälarens öar, holmar och skär. På fastlandet längs Mälarens stränder fanns ytterligare 27 slott uppförda i sten och 118 säterier byggda i trä. Som mest ägde adeln omkring tre fjärdedelar av all odlingsbar mark i länet.  Storgodsen med sina torp kom att prägla stockholmslandskapen. Många torp är bevarade ännu och nyttjas ofta som fritidshus.
Mälarlandskapen inklusive Uppland och Södertörn har alltid varit intressant för jordbruk beroende på bördiga jordar men huvudsakligen därför att området ligger i en gynnsam klimatzon förorsakad genom Mälarens utjämnande effekt. För området anges idag odlingszon II, vilket motsvarar Skånes inland och är den nordligaste i Sverige.
Under 1800-talet växte dagens storskaliga jordbrukslandskap fram och åkermarkerna utvidgades ständigt. Genom skifte lades mindre åkerlappar ihop till större enheter som gjorde jordbruket effektivare. Tidigare outnyttjad mark kunde nu plöjas upp av järnplogar och ny odlingsbar mark skapades genom dränering och sänkning av slättsjöar. Denna uppodling hade stor betydelse för utseendet av dagens natur i Stockholms län.
I början av 1900-talet började Stockholms stad att uppköpa stora landområden utanför tullarna för sin framtida utvidgning. Det blev stadsingenjören Herman Ygberg som tog initiativet till Stockholms bostadspolitik kring sekelskiftet 1900. Han föreslog att Stockholm skulle förvärva bland andra egendomen Enskede i Brännkyrka socken samt egendomarna Alvik och Äppelviken i Bromma socken. Samtliga var tidigare stora gods och herresäten.
På de nyförvärvade landområden som tidigare var jordbrukslandskap uppstod under 1910- till 1930-talen Stockholms trädgårdsstäder och naturen fick därmed en annan karaktär med inslag av småhus- och villabebyggelse, exempelvis Norra Ängby och Södra Ängby. Det största stadsbyggnadsprojektet efter andra världskriget låg nordväst om staden, längs Mälaren och kallades Vällingbygruppen. I denna geografiska grupp ingick förutom Vällingby även Blackeberg, Grimsta, Råcksta och Hässelby. Förorterna lades som ett pärlband längs den nya tunnelbanans linje, avskilda från varandra med de ursprungliga grönområden, som upphöjdes med tiden till tre värdefulla naturreservat; Grimsta naturreservat, Judarskogens naturreservat och Kyrksjölötens naturreservat (se Efterkrigstidens stadsplanering i Stockholm).
Uppodlingen och alltmer rationell drift, nu med traktorer istället för hästar,  fortsatte under 1900-talets första hälft. Sedan minskade antal jordbruk. 1951 fanns fortfarande nästan 4 900 jordbruk i länet, 1990 hade antalet sjunkit till knappt 1 900. Antal kor minskade från 40 000 år 1951 till 8 300 år 1991 och åkerarealen minskade under samma period med en tredjedel. Dagens moderna jordbrukslandskap består ofta bara av åkermark. Ängarna är uppodlade, men hagarna har vuxit igen.

## Skogar och ekar

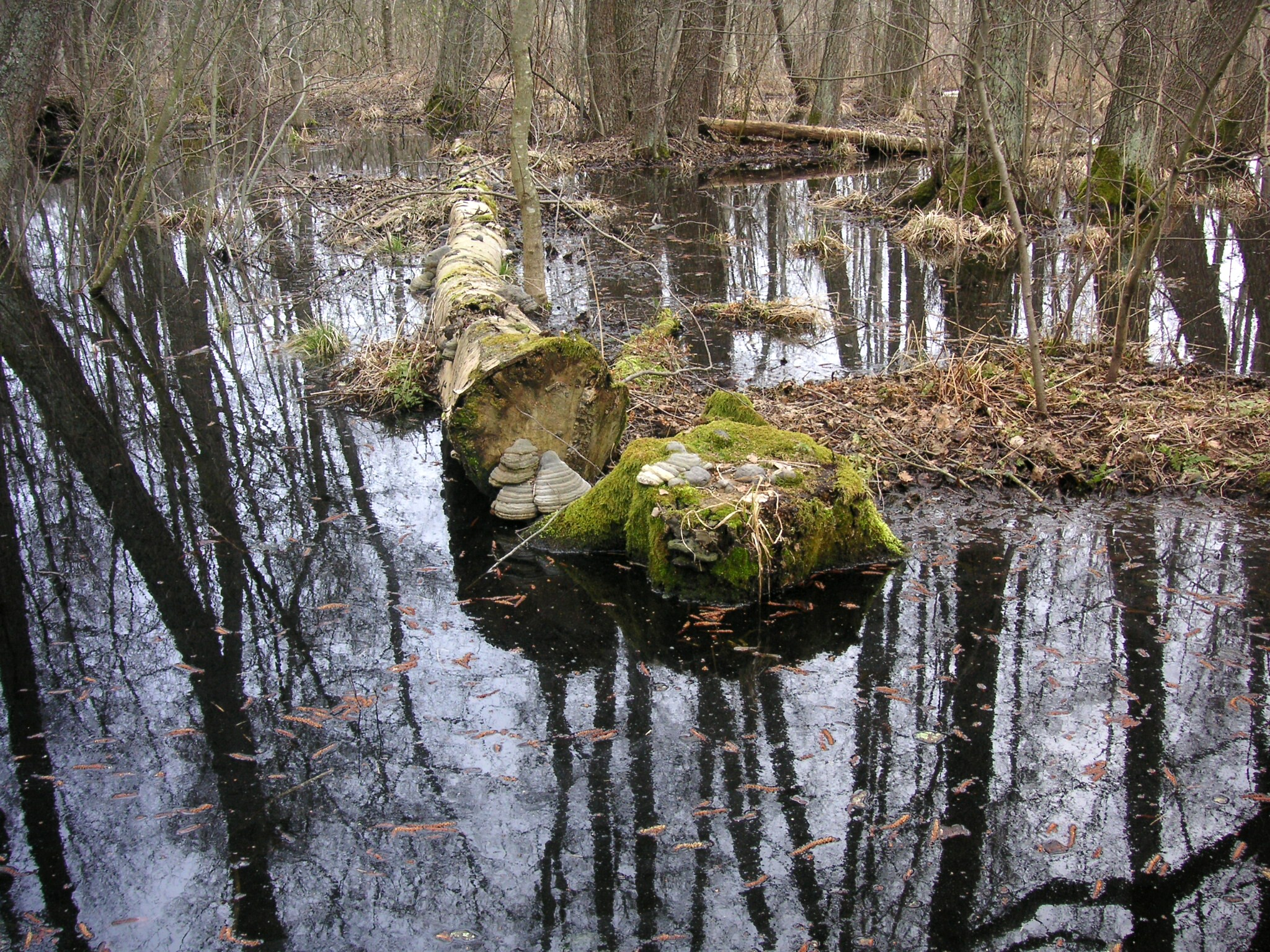
Fuktlövskog i Kyrksjölötens naturreservat.

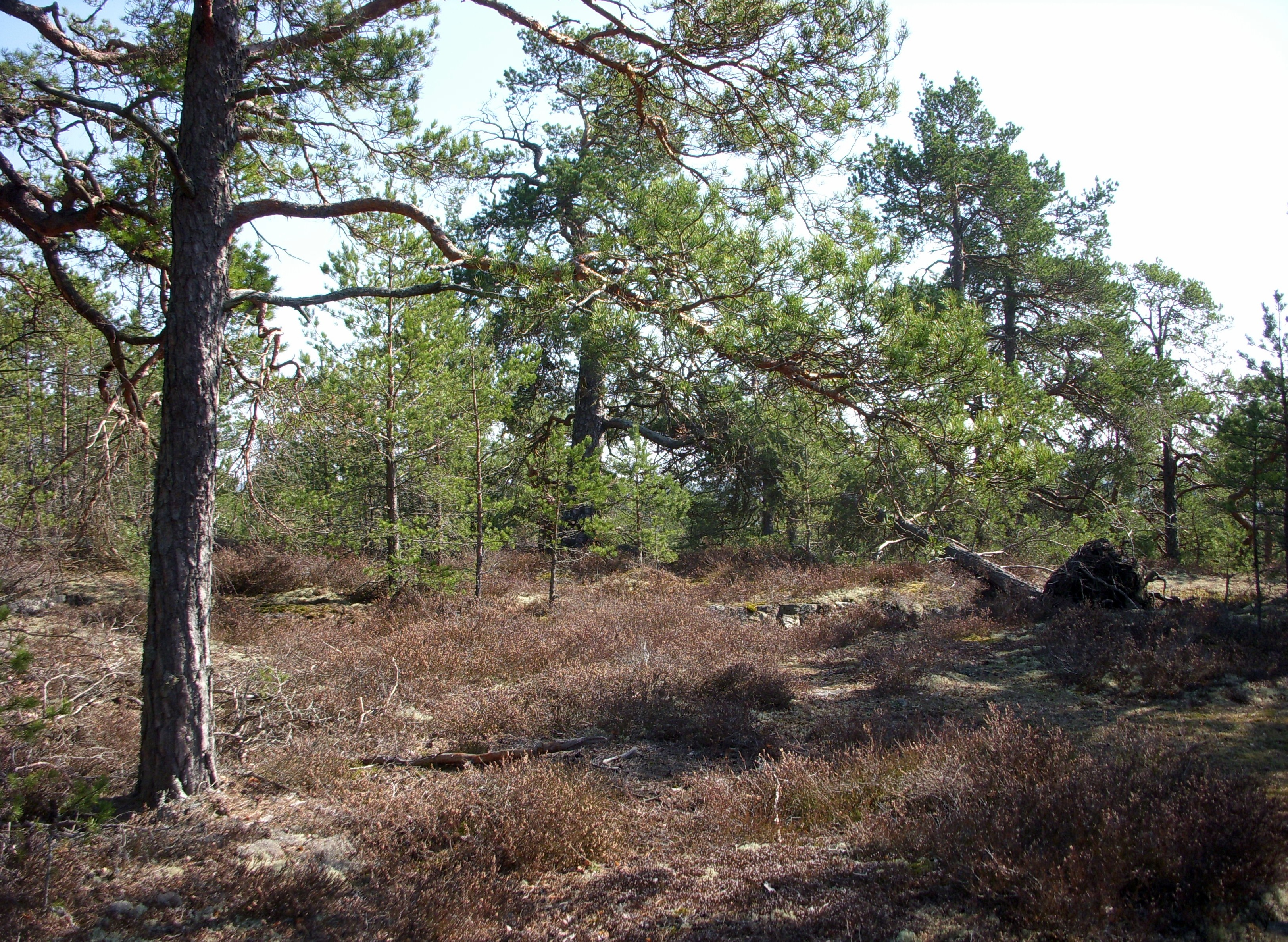
Naturbarrskog i Korpberget biotopskyddsområde.

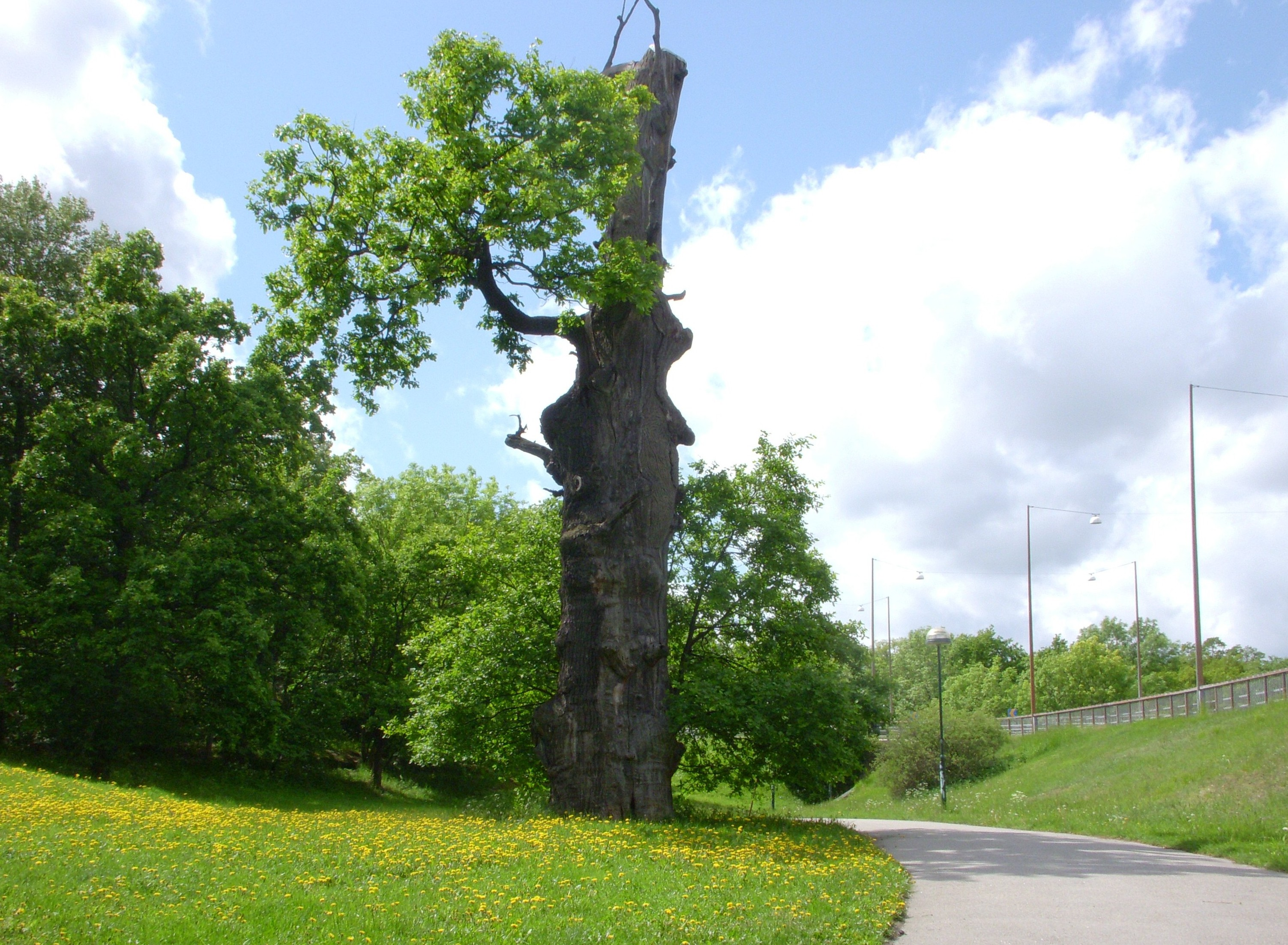
Birger jarls ek i maj 2011.

Idag täcks hälften av länets yta av skog, mest skog finns i nordvästra Roslagen. I Mälardalen upptar skogsarealen drygt en fjärdedel av ytan. Vanligast är granskog och cirka 10 procent utgör lövskog. De landskapsdelarna som inte odlades upp var i regel skogsområden som nyttjades istället för skogsbruk. En del svårtillgängliga skogsområden kunde inte effektivt avverkas. Några få finns kvar som exempelvis Korpberget i Huddinge kommun, där vegetationen huvudsakligen består av äldre barrskog som fick växa fritt och utan människans ingrepp, eftersom terrängen är svårtillgänglig. Flera av de levande tallarna är gamla, möjligtvis upp till 300 år. Sedan 2010 är Korpberget länets och Sveriges första kommunalägda biotopskyddsområde.
Även svårtillgänglig lövskog har bevarats från skogsbruk. Hit hör lövsumpskogar som växer i våtmarksområden och var därför ointressanta för skogsbruk.  Ett exempel för en lövsumpskog är Uggleviken på Norra Djurgården, ett annat är Kyrksjölötens naturreservat i Bromma som  bildades 1997. Runt Kyrksjön finns en av kommunens största fuktlövskog och ett rikt fågelliv med häger, duvhök och spillkråka, bland annat häckar den i Sverige sällsynta svarthakedoppingen i sjön.
Runt herresätena som uppfördes på 1700- och 1800-talen dominerar nästan alltid eken, de var fredade och fick inte fällas fram till 1834, eftersom de ägdes enligt lag av kronan. Även i direkta närhet till Stockholm finns planterade lövträdområden som på Södra Djurgården. Initiativtagare var Israel af Ström, skogsforskare och grundare av Statens skogsinstiut. Några fortfarande synbara insatser efter af Ström finns i ett stort bokbestånd (Europas nordligaste) norr om Listonhill på Södra Djurgården, som han lät plantera på 1820-talet. Att Djurgården idag förfogar över norra Europas största bestånd av gammelekar kan vi tacka af Ström för, 1830 lät han plantera 34 000 så kallad stångek på Djurgården, som var avsedda för skeppsbygge. En annan av af Ströms insatser finns i Nobelparken, där planterades de flesta av Nordens träslag i ett så kallat arboretum.
Gammelskog eller naturskog har inte utsatts för mänsklig verksamhet på 100 år. Stockholms tätortsnära delar och Stockholms skärgård har numera den största andelen av gammelskog i Mellansverige. Däremot finns så kallade urskogar (av människan helt orörd skog) inte längre kvar i länet. I gammelskogen är djurlivet mycket artrikt. I de döda träden lever en lång rad insekter som är beroende av olika vedsvamparter som föda. Fågelfaunan utmärks av hackspett, tjäder och flera arter ugglor. Även i ädellövskogarna runt Mälaren finns ett myller av olika insektsarter. Enbart i eken kan bo upp till 500 arter som lockar till sig insektsätande fåglar.
Dagens skogsbruk tar hänsyn till att skogen är även en plats där människor vill uppleva sin fritid och skogsbruket bedrivs alltmer skonsamt. Svamp- och bärplockning är en populär sysselsättning. De största svampskogarna i länet finns bland annat på Järvafältet, Bogesundslandet, i Flemingsbergsskogen i Nackareservatet och kring Bornsjön. Den så kallade "blåbärsskogen" gynnas av grandominerad barrskog som är den vanligaste i länet. Skogstypen är artfattig och mark och stenar är ofta överdragna av ett mjukt heltäckande mosstäcke som binder fukten. Den vanligaste arten i blåbärsskogen är husmossan.
Idag har Stockholm ett internationellt sett unikt bestånd av grova, äldre ekar som finns samlade huvudsakligen på Djurgården. Ekar användes gärna till skeppsvirke, det gällde även Djurgårdens ekar och av de 8221 träd som räknades 1808 stämplades 888 för avverkning. Hur många som verkligen fälldes är okänd men säkert är att ett stort antal av de grövsta eken sparades och 34 000 nyplanterades 1830 genom Israel af Ström.
År 2007 avslutades projektet "Stockholms unika ekmiljöer" med målet att kartlägga ekarna i Stockholm samt upprätta en skötselplan för att stärka trädens värde och att utreda hur eksambandet kan säkerställas på sikt. I utredningen framgår att det för närvarande (2007) finns inom Stockholms stad knappt 100 grova ekar med en diameter som överstiger 160 cm därav har ett tiotal en diameter över 200 cm. De tillhör därmed Stockholms äldsta och kan vara lika gamla som Stockholms historia.
En ev dessa jätteekar är den så kallade Birger jarls ek på Kungsholmen som fick stå kvar när Essingeleden byggdes på 1960-talet. En annan är Prins Eugens ek på Södra Djurgården. Den är inte så gammal som Birger jarls ek, men med sitt omkrets av 920 centimeter är eken volymmässig den största levande inom Stockholms stad. Inom Stockholms län växer även Sveriges två största ekar; Ekebyhovseken (volym ca 84 kubikmeter) och Gällstaöeken (volym ca 63 kubikmeter). Stor debatt vållade den så kallade TV-eken på Oxenstiernsgatan utanför TV-huset när den fälldes i november 2011 (se Stockholms kända träd).

## Mossar och kärr

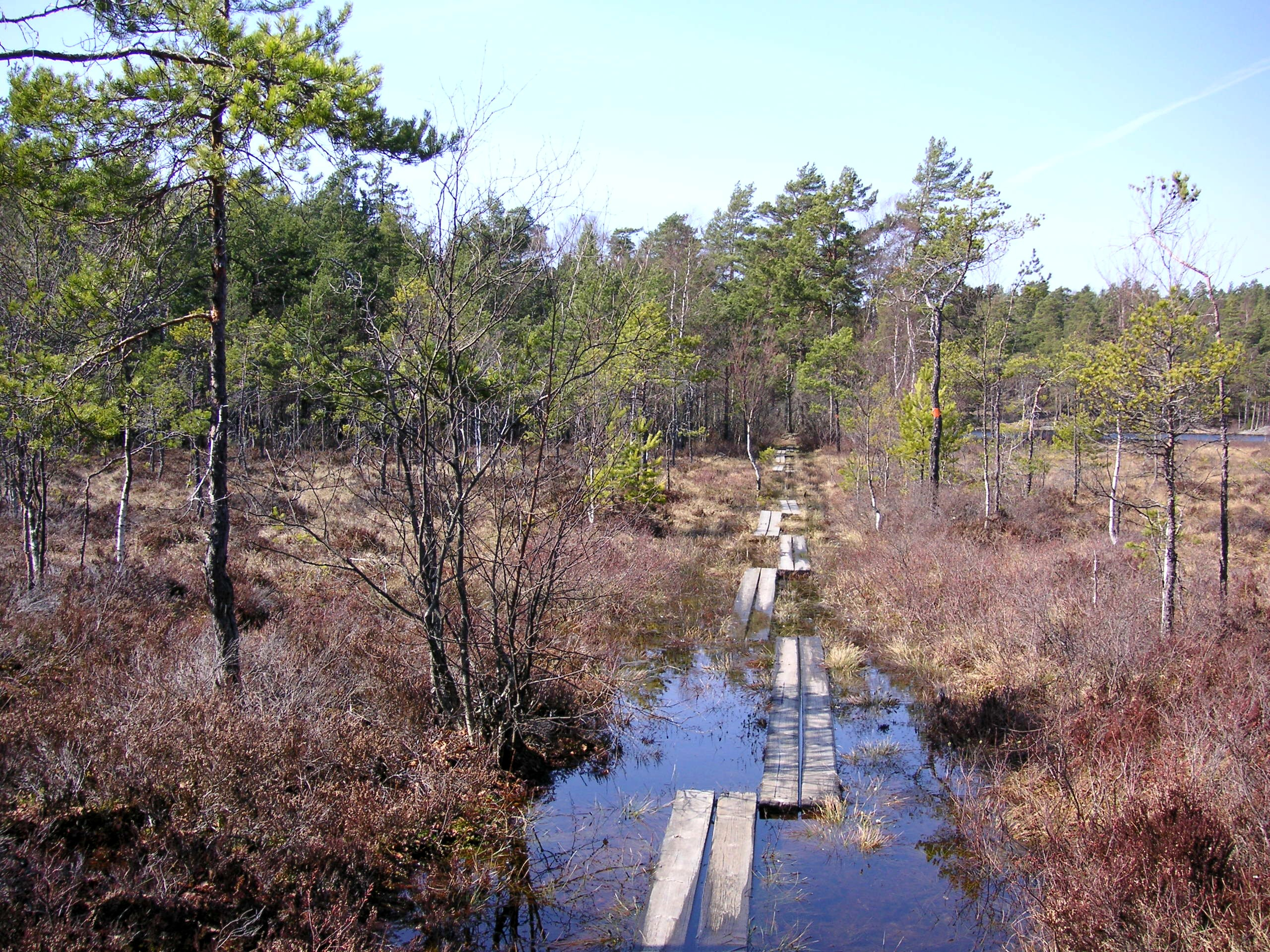
Kärr längs sydöstra Gömmaren på våren.

Stockholms län är fattig på mossar, det beror på låg nederbördsmängd som gör att mossar växer mycket långsamt. Det kan ta tusentals år för en mosse att växa men i Stockholmstrakten har landskapet inte varit över havsytan i mer än 3 000 år, alltså för kort tid för att torven kunde höja sig över grundvattennivån.
Trädlösa högmossar förekommer främst i de högt belägna delarna av Södertörn. Vanligast är att hela mossen är tallbevuxen. Några exempel på mossar i Stockholms län är mossar vid Tornbergssjön och i Tyresta nationalpark samt Vattgruvmossen i  Vattgruvmossens naturreservat.
Stockholms län är även fattig på kärr och myrmark, de festa försvann i samband med utdikningar på 1800-talet för att vinna bördig åkermark. De få kärr som finns kvar var i regel de som var mest näringsfattiga och där det inte lönade sig att dika ut. Men kring många mindre insjöar och vattendrag finns kärrliknande områden och våtmarker som har bildats genom upplandning och förminskat vattenflöde. Exempel härför är Magelungens västra delar, trakterna längs sjön Gömmaren i Huddinge kommun, några vikar av Orlången i Orlångens naturreservat och sjön Aspen i Botkyrka kommun. Efter snösmältningen och islossningen på vårkanten brukar dessa områden översvämmas. Längs Aspen och Orlången man kan promenera på långa spång över de översvämmade områdena. Här trivs vattensalamander och olika groddjur.

## Sjöar och vattendrag

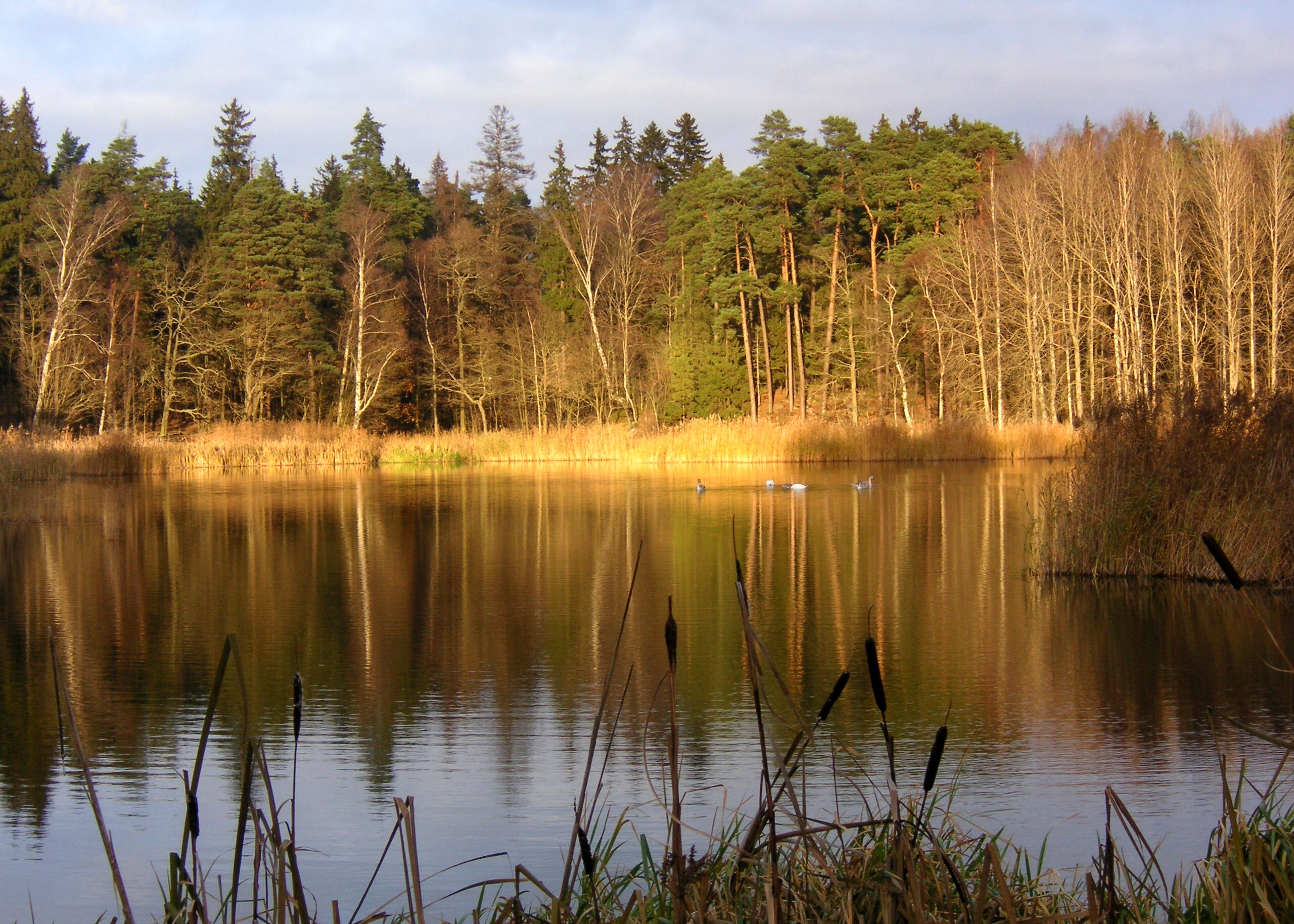
Lappkärret.

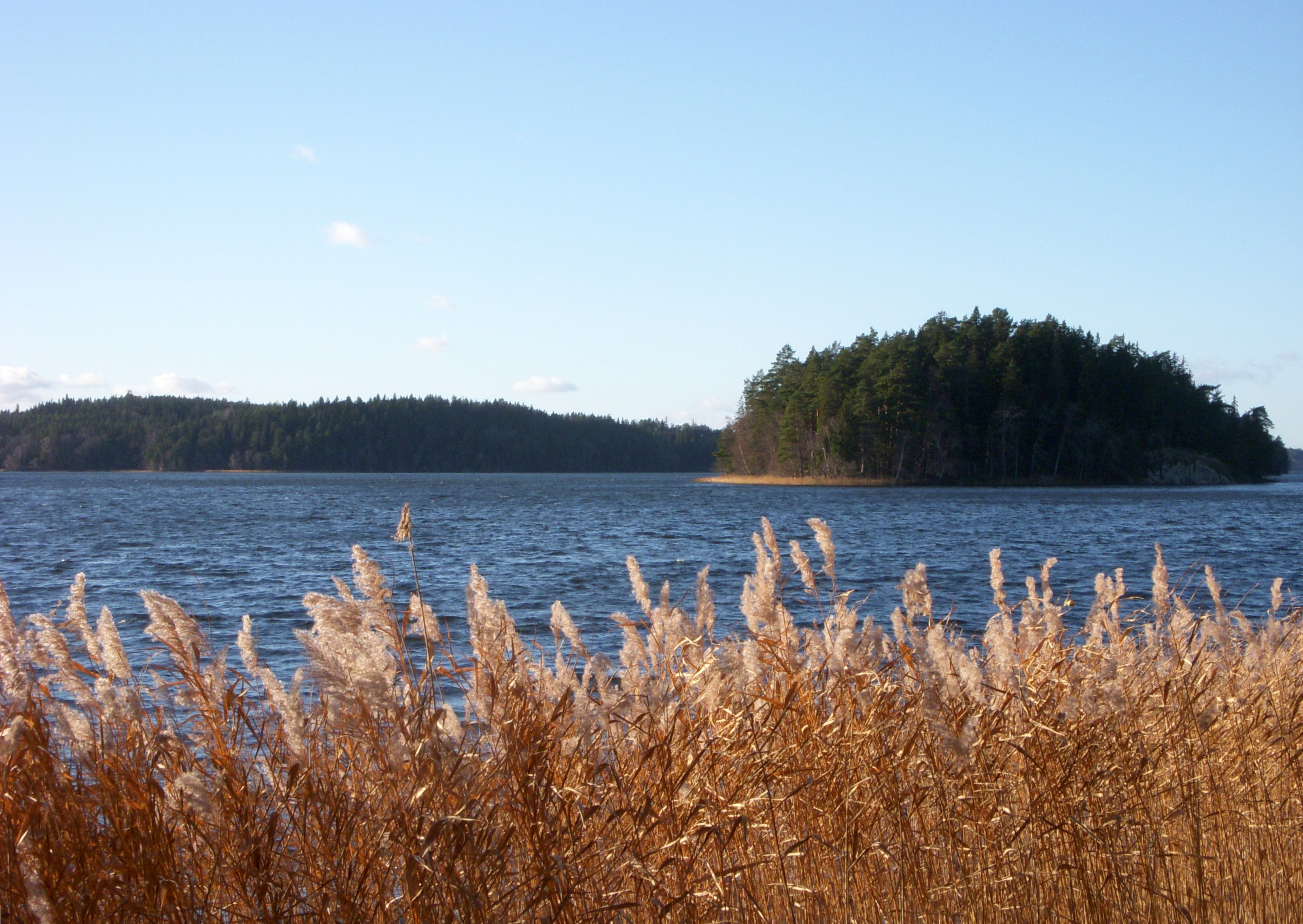
Bornsjön.

I Stockholms kommun finns 15 sjöar, varav tio ligger helt inom kommunens gränser. Räknar man med alla sjöar, vikar och vattendrag i länet uppgår de till över 1 250 stycken. De flesta är ganska små men fyra är större än 10 km²; Mälaren, Erken, Yngern och Skedviken. De flesta av Stockholms sjöar och vattendrag är påverkade av den omgivande stadsbebyggelsen, industrier och vägtrafiken. De två största vattenmiljöproblemen idag är övergödning och miljögifter. Miljögifter förekommer främst i sjöarnas bottensediment samt i grundvattnet i marken. Större delen av Stockholms sjöarna inventerades under 1990-talet beträffande strand- och vattenväxter. Resultaten visar att artrikedomen varierar från sjö till sjö och att de strand- och vattenväxter som påträffats utgörs till större delen av arter som är vanliga för näringsrika sjöar.
Många av Stockholms sjöar ingår i stadens naturreservat. Söder om staden kan nämnas sjöar Flaten och Drevviken i Flatens naturreservat, därifrån kan man vandra till Ältasjön och Källtorpssjön i Nackareservatet. Norr om staden finns bland annat Grimsta naturreservat som sträcker sig längs Mälaren och Judarskogens naturreservat med lilla sjön Judarn i sitt centrum. I Paradisets naturreservat och omkringliggande områden i Haninge kommun ligger ett stort antal mindre sjöar som Ådran och Öran samt Trehörningen, Ormputten och Tornbergssjön.
Inom Kungliga nationalstadsparken, finns många sjöar och vattendrag; Spegeldammen, Lappkärret, Isbladskärret, Laduviken, Brunnsviken, Husarviken, Uggleviken, Lillsjön, Djurgårdsbrunnsviken, Djurgårdsbrunnskanalen och västra delen av Edsviken.
En sjö som är mycket viktigt för Stockholms dricksvattenförsörjning är Bornsjön belägen på Södertörn i Södermanland cirka 20 kilometer sydväst om Stockholm. Sjön ligger inom Bornsjöns naturreservats gränser och är fridlyst sedan 1920. Bornsjön med omgivningar köptes av Stockholms stad redan vid sekelskiftet 1900 för att skydda stadens reservvattentäkt. Då byggdes även Norsborgs vattenverk i Norsborg och råvattnet togs till en början från Bornsjön, senare från Mälaren. Sedan 1993 äger och sköter Stockholm Vatten egendomarna kring Bornsjön. Målet är att långsiktigt trygga Bornsjön som vattentäkt. Skogsbruket bedrivs varsamt utan kemikalier och jordbruksdriften är underkastad restriktioner. På grund av avsaknaden av båttrafik på sjön har den lockat flera skygga fågelarter som storlom och fiskgjuse att häcka vid sjön.
Även om Skärgården inte officiellt räknas till Stockholms sjöar och vattendrag, så utgör den en viktig del av stockholmarnas friluftsliv på och vid vattnet. Det är ett unikt vattenlandskap i Östersjön med över 30 000 öar utefter Upplands och Södermanlands kust. Skärgården sträcker sig med ögruppen Fjäderholmarna ända in till Saltsjön och Stockholms inlopp.

## Kungligheternas och allmänhetens parker

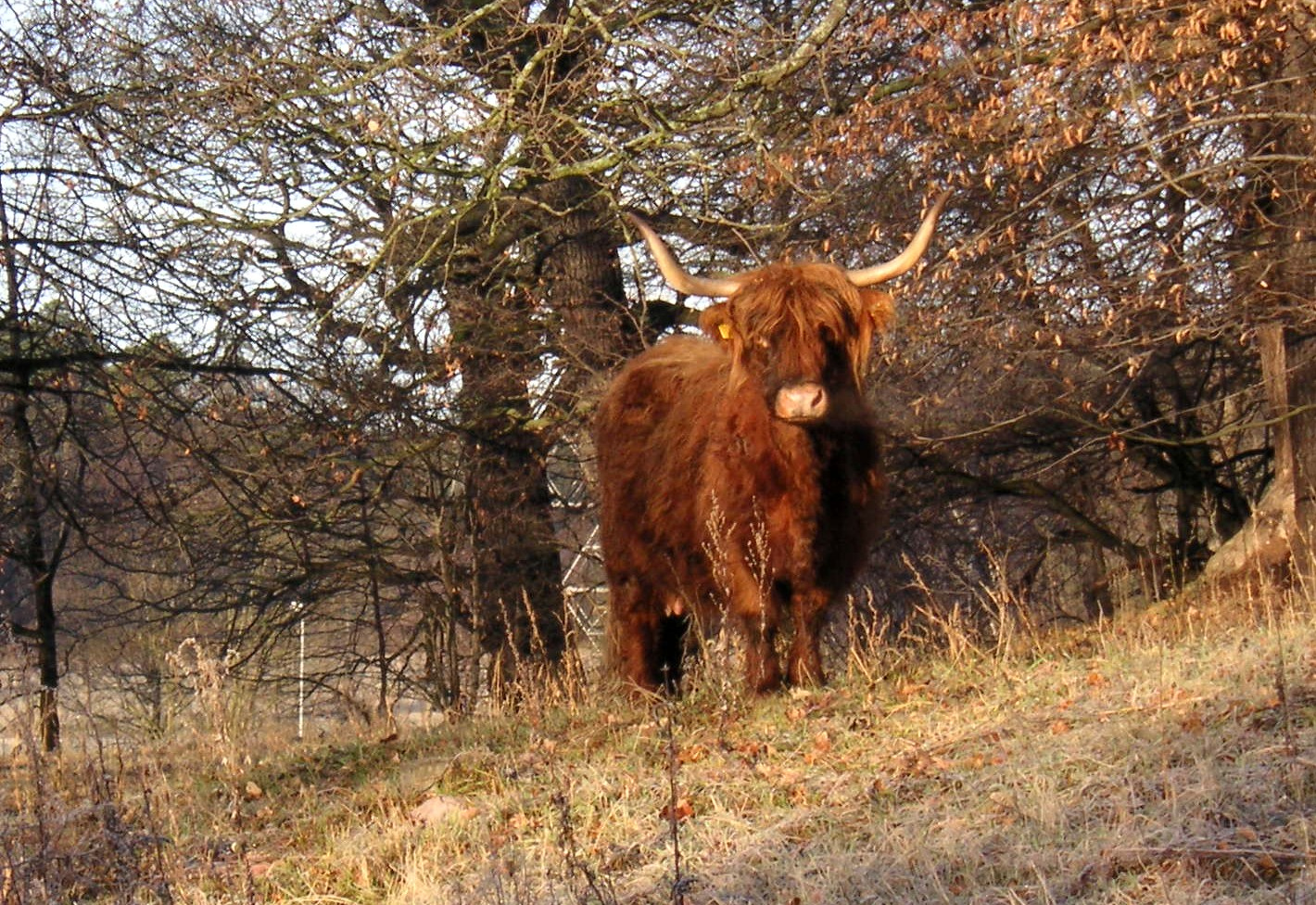
Highland cattle i Kungliga Djurgården.

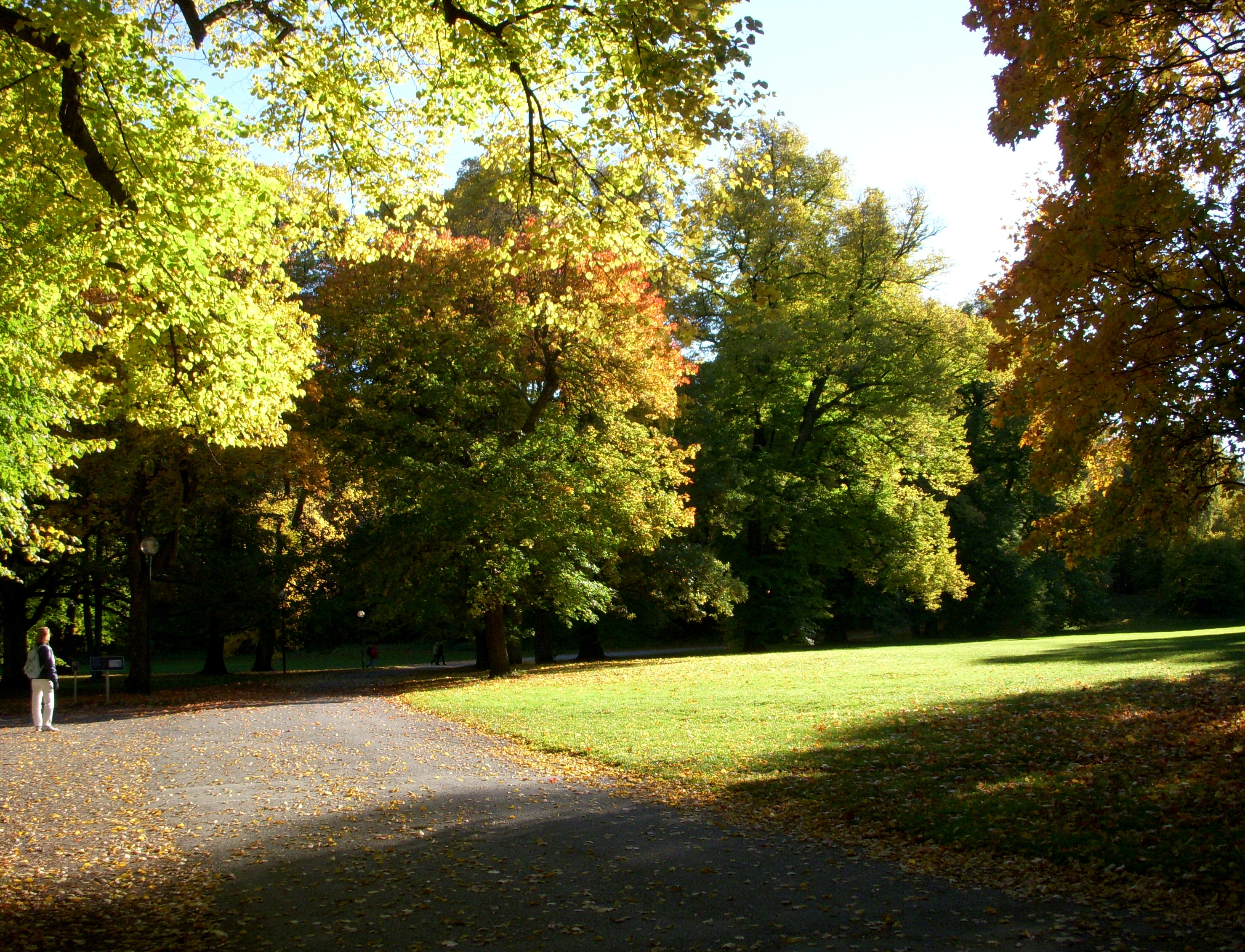
Hagaparken, en engelsk landskapspark.

Stockholms parker och grönområden är en del av naturen som finns inom och runt staden. Först under slutet av 1800-talet började en målmedveten parkplanering för allmänheten. Under stormaktstiden anlade kungahuset och adeln de första praktfulla parkerna efter utländska förebilder till glädje och förströelse. Trädgårdarna innehöll träd med exotiska frukter, fontäner, skulpturer och stora blomkrukor av porslin. Nuvarande Kungsträdgården och Humlegården förvandlades från nyttoträdgårdar till lustgårdar. Gestaltningen av parker och trädgårdar följde tidens mode och samtida konst- och arkitekturströmningar, och formgavs av välrenommerade arkitekter. Kungsträdgården, Ulriksdals slottspark och Drottningholms slottsparks äldre del anlades som barockträdgårdar. Men de eleganta kungliga parkerna fick inte beträdas av allmänheten.
Det fanns även orörda naturområden i Stockholms närhet som inte heller fick beträdas av allmänheten, exempelvis Kungliga Djurgården, som var kungarnas jaktmarker alltsedan Karl Knutsson (Bonde) på 1400-talet. Under Karl XI:s tid uppfördes ett staket, mer än 2 mil långt som gick runt hela den Kungl. Djurgården för att hålla vilt som hjortar och rådjur inom stängslet och varg, björn samt allmänheten och tjuvskyttar utanför.  En stor stab av uppsyningsmän, grindvaktare och jägmästare tillsattes för att hålla jaktområdet och stängslet i skick. Efter Karl XI: död minskade jaktintresset hos de kungliga. Kungliga Djurgården ingår sedan 1995 i Kungliga nationalstadsparken.
Från England kom en ny landskapsarkitektur som introducerades på 1780-talet av Fredrik Magnus Piper i Sverige. Det var den engelska landskapsparken som blev högsta mode. Trots att resultatet skulle förmedla en “orörd” natur var omfattande anläggningsarbeten nödvändiga för att omforma naturen efter arkitekternas och deras uppdragsgivarnas idéer. Främsta exempel härför är Hagaparken som skapades genom Gustav III:s initiativ. Under 1700-talet och Gustav III:s regeringstid började Kungsträdgården och Humlegården öppnas för "den bättre ställda allmänheten" och därmed introducerades den offentliga parken i Stockholm. Djurgården blev ett populärt utflyktsmål för "det enklare folket".
Vid 1860-talet fanns bara några få allmänna parker i Stockholm. Förutom Kungsträdgården, Humlegården, Hagaparken, Bellevueparken och Kungliga Djurgården kunde stockholmarna promenera i fyra små kommunala planteringar: Strömparterren, Berzelii park, Mosebacke torg och Adolf Fredriks torg (numera Mariatorget).
Vid upprättandet av Lindhagenplanen år 1876, gjordes det till regel att (med några få undantag) låta alla stadens obebyggda bergshöjder reserveras för parkanläggningar och planeringar. Exempel på sådana bergstrakter som började iordningställas under 1880-talen är Kronobergsparken på Kungsholmen, Vanadislunden och Tegnérlunden på Norrmalm samt Tantolunden och Vitabergsparken på Södermalm. Gestaltningen av dessa parker var i enlighet med den tyska tolkningen av den engelska landskapsparken. Till det kom inhemska nationalromantiska inslag och en uppfattning om parken som promenadplats under grönskande träd.
Idag utgör parker och grönområden drygt 40 procent av kommunens yta. Här finns såväl stora strövområden och naturreservat som anlagda parker och strandpromenader samt små stadsdelsparker.

## Nationalparker, naturreservat och djurskyddsområden

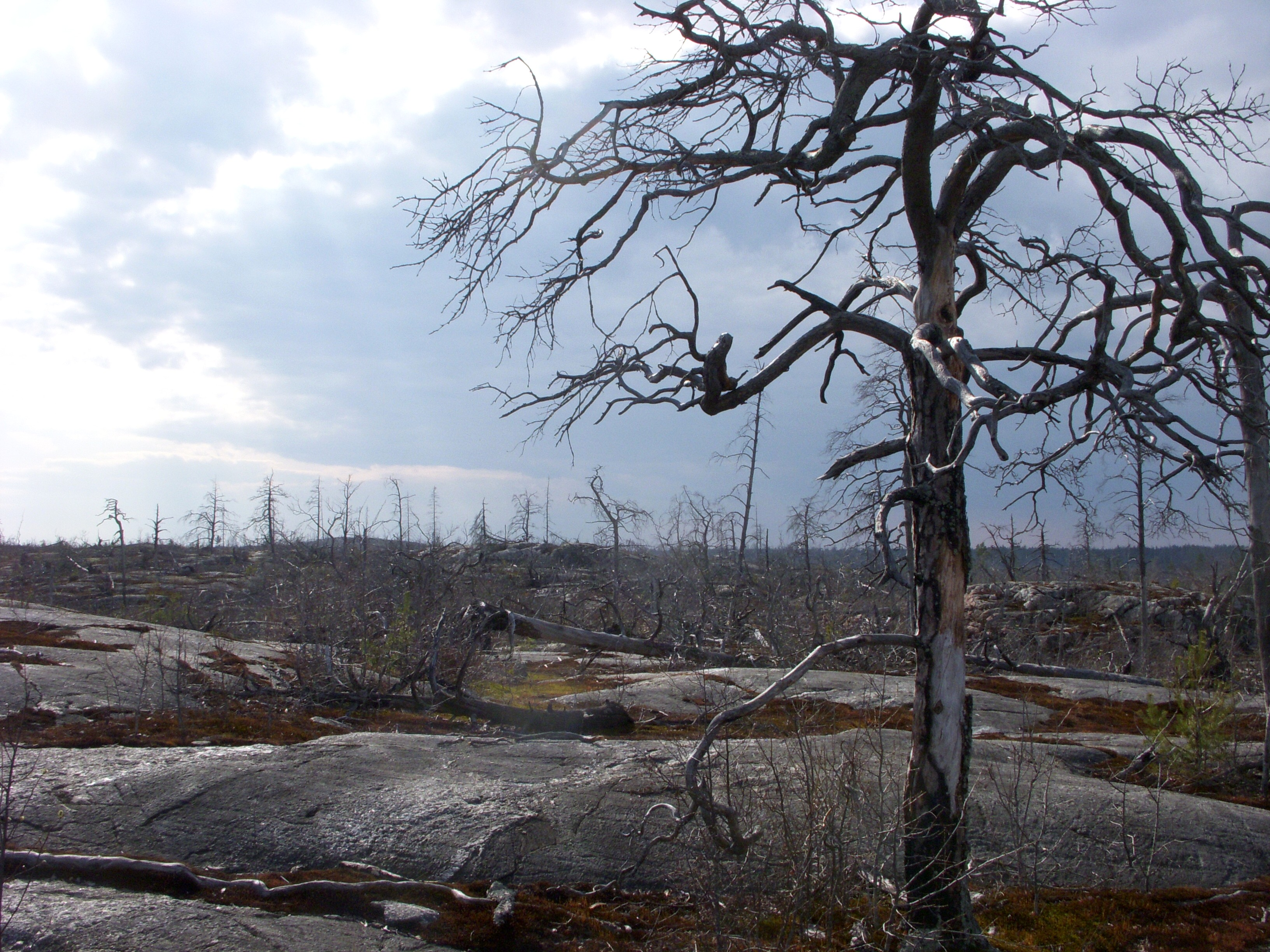
Brandområdet i Tyresta nationalpark.

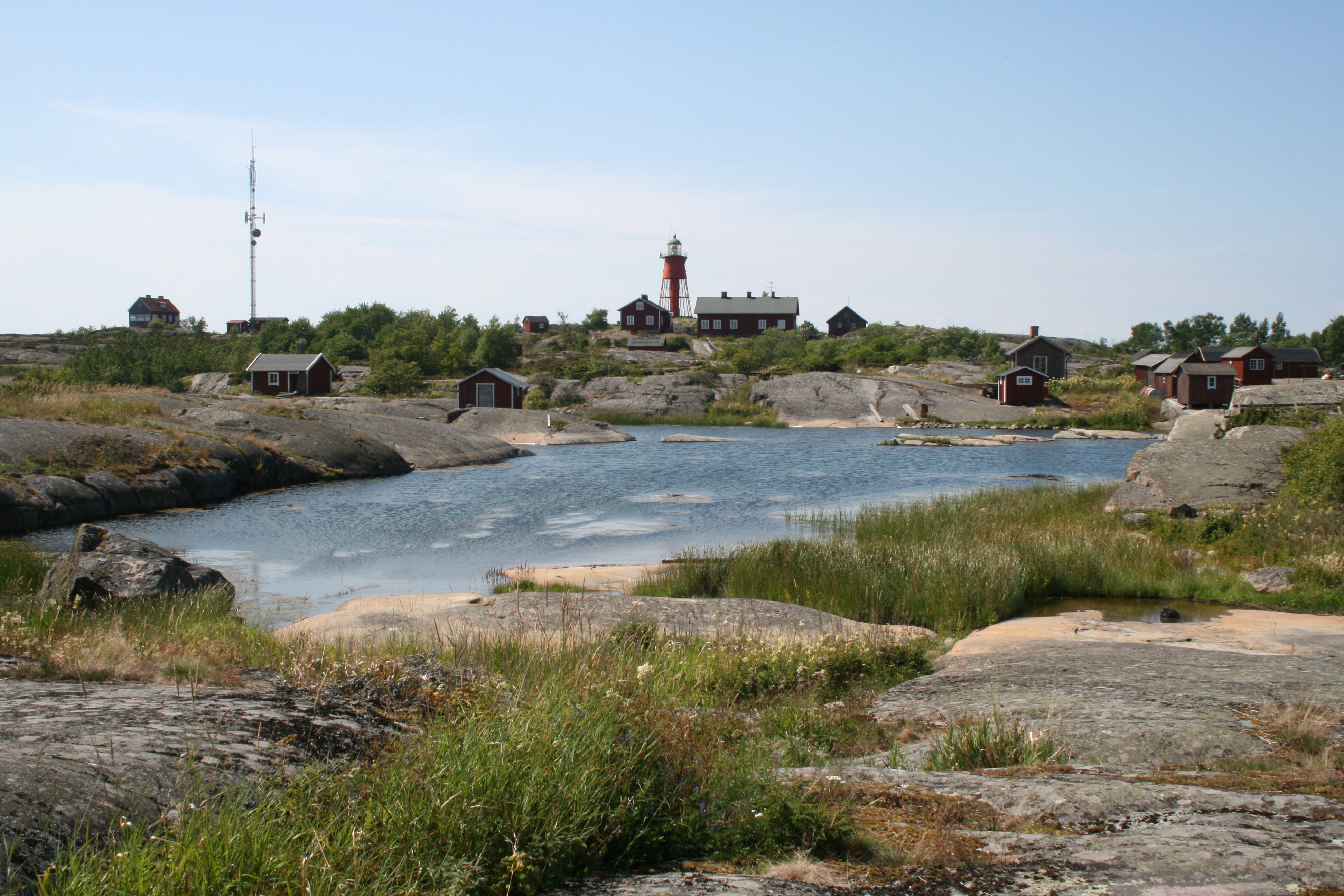
Svenska högarna i Stockholms skärgård.

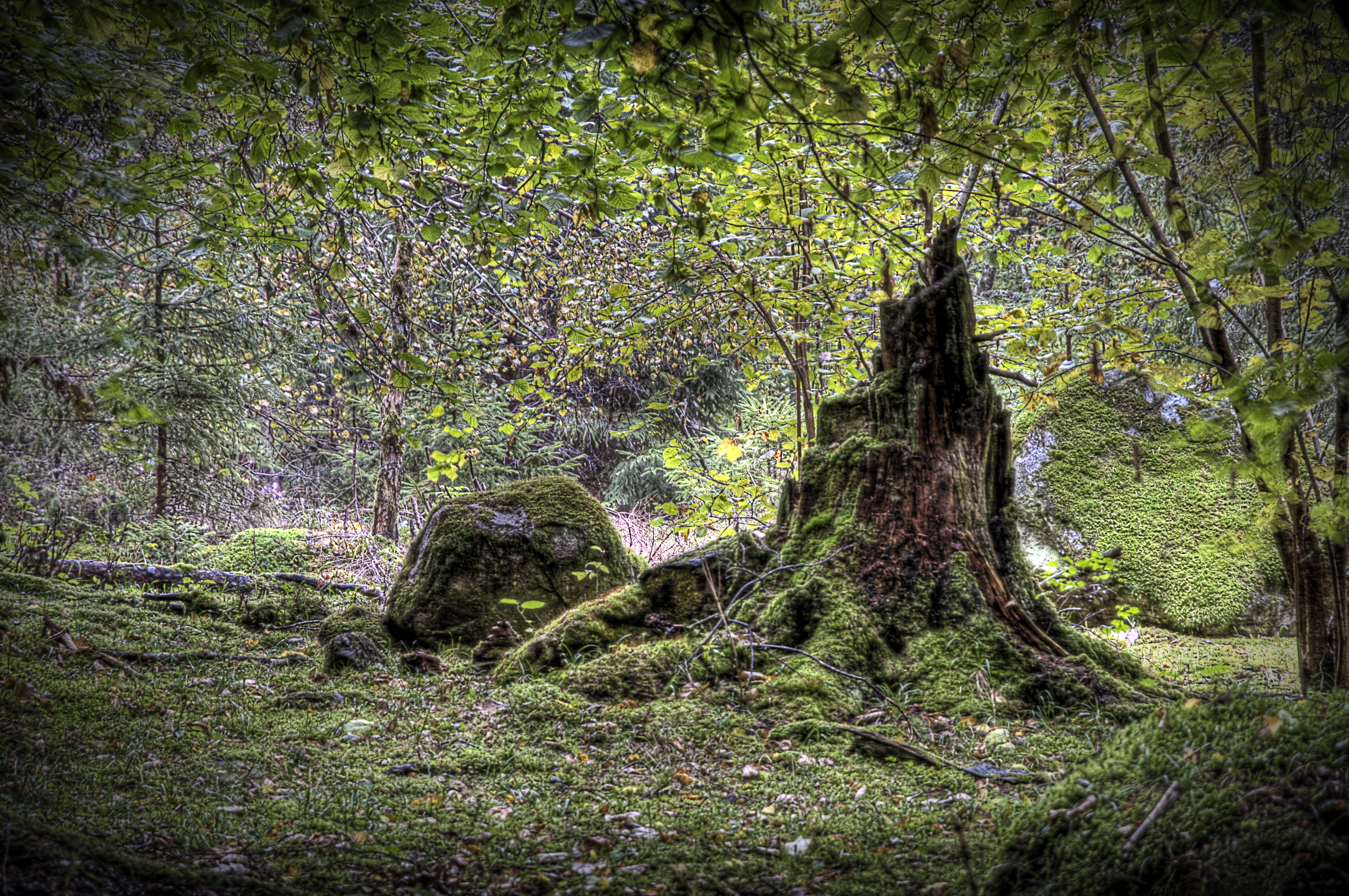
Ängsö nationalpark.

Trots över tusenårig påverkan av människor genom bebyggelse, lantbruk, anläggandet av gator, vägar och torg samt parker och grönområden finns bara några kilometer från Stockholms City ursprunglig bevarade naturområden.
Under många år har berörda kommunerna försökt att skydda och bevara dessa unika områden och redan 1909 inrättade man Ängsö nationalpark i Roslagen. I Stockholms län finns idag (2012) över 270 naturreservat, och två nationalparker (Ängsö nationalpark  och Tyresta nationalpark) tillsammans har reservaten en landarea av ca 43 000 hektar, vilket är knappt 7 procent av länets totala landarea.
I augusti 1999 drabbades Tyresta nationalpark av en storbrand då cirka 450 hektar skog förstördes och ett nytt landskap uppstod. Branden var mycket svårsläckt och först nio månader senare kunde brandområdet öppnas för allmänheten igen. I brandens spår fann man en del sällsynta arter, bland andra olika exemplar av brandnäva och svedjenäva. Tack vare branden kunde successionsordningen observeras eftersom ett nytt ekosystem hade skapats. Branden medförde även ett unkigt tillfälle för arkeologer att undersöka området. Eftersom torvskiktet brann bort blev det lättare att hitta spår efter forntida människor. Under år 2000 genomfördes en arkeologisk specialinventering av brandområdet som ledde till över 120 nya fyndplatser huvudsakligen från stenåldern.
Inom Stockholms kommungränser finns för närvarande (2018) tio naturreservat och ett kulturreservat, dessa är Flatens naturreservat, Grimsta naturreservat, Hansta naturreservat, Judarskogens naturreservat, Kyrksjölötens naturreservat, Rågsveds naturreservat, Sätraskogens naturreservat, Älvsjöskogens naturreservat, Årstaskogen och Årsta holmars naturreservat, Igelbäckens kulturreservat och Nackareservatet som delvis även hör till Nacka kommun.
Bulleröarkipelagen i Stockholms skärgård är sedan 1967 skyddad som naturreservat. Bulleröarkipelagen består av 900 öar, kobbar och skär. Själva Bullerön är den största av öarna, och köptes upp av konstnären Bruno Liljefors 1908. Sedan 1990-talet finns det planer på att utöka skyddet och göra området till länets tredje nationalpark.
Tillsammans med Lidingö och Solna kommun invigdes 1994 världens första nationalstadspark, som numera heter Kungliga nationalstadsparken (tidigare namn var bland annat “Ekoparken”). I denna nationalstadspark ingår bland annat Fjäderholmarna, delar av Norra Djurgården och Ladugårdsgärdet, Djurgården, Ulriksdals slottspark, Hagaparken samt Brunnsviken. Den äldsta byggnaden i Kungliga nationalstadsparken är Karl XI:s fiskestuga från 1680-talet, men parken innehåller även modern bebyggelse och infrastruktur i form av bostadsområden, företag, järnvägar, motorvägar, industriområden och Stockholms universitet. I Kungliga nationalstadsparken försöker man inte bara att bevara stadslandskapet utan har även återskapat delar av den ursprungliga naturen som området Fisksjöäng på Norra Djurgården. Här etablerades sedan 1950-talet småindustrier som så småningom liknade en kåkstad. Numera är Fisksjöäng åter en äng och sedan några år låter Djurgårdsförvaltningen ett femtontal Highland cattle beta på området så att landskapet hålls öppet, ett projekt i samarbete med Världsnaturfonden WWF.
I Stockholms län finns för närvarande (2011)  235 Natura 2000-områden med en sammanlagd yta av cirka 56 000 hektar, varav omkring två tredjedelar är vatten. I länets Natura 2000-områden ingår många stora naturreservat i skärgården liksom välkända naturområden som Tyrestaområdet och Tullgarns naturreservat. Dessutom ingår många mindre naturreservat, värdefulla ängs- och hagmarker, små kalkkärr och värdefulla skogsmiljöer med barr- och lövskog. Till varje Natura 2000-område tas en bevarandeplan fram, som bland annat beskriver områdets värden.
Under sommarhalvåret besöks skärgården av ett stort antal människor. Det är också en tid som är särskilt känslig för djurlivet. För att undvika störningar har vissa områden fredats och fågel- och sälskyddsområden bildades. Fågel- och sälskyddsområden har tillträdesförbud under en del av året (ofta sommarhalvåret) och syftar till att skydda fåglars häckningsområden under häckningstid (fågelskyddsområde) eller sälars uppehållsplatser (sälskyddsområde). I Stockholms län finns ett femtiotal fågelskyddsområden och tre sälskyddsområden; Själberget, Svenska Stenarna och Svenska Björns naturreservat.

## Naturminnen i Stockholms län
Under 1900-talets början fanns i Sverige två sätt att skydda känslig natur, antingen genom bildande av nationalparker för större, sammanhängande områden eller genom naturminne för enstaka objekt. I botaniker Rutger Sernanders naturminnesregister publicerat 1935 i Stockholmstraktens natur- och kulturminnen beskrivs över 860 naturminnen i Stockholm med omgivning. Med naturvårdslagen från 1964 blev det även möjligt att bilda naturreservat som skyddsform. Därefter minskade skyddsformen ”naturminne” kraftigt och många naturminnen upphävdes. År 2005 fanns i Stockholms län 135 naturminnen. Det äldsta är från 1918, det senaste från 1997.
Majoriteten av naturminnena i länet utgörs av gamla ekar och andra träd med höga naturvärden, så kallade botaniska naturminnen.  Det förekommer även geologiska naturminnen, som flyttblock och jättegrytor. I Stockholms stad fanns år 2018 tio naturreservat men bara två naturminnen: Johannesdals flyttblock i Vårberg och Pålsundsberget på Södermalm. I Biologisk utveckling av Stockholm (BUS) föreslog staden 2003 ett antal objekt och skyddsvärda lokaler som kunde förklaras som naturminnen för att ge dem skydd enligt miljöbalken. Bland de föreslagna naturminnen fanns Lyells ek, Fiskartorpseken, Prins Eugens ek, Linnés päronträd och flyttblocket Ålstenen. Därav blev dock inget eftersom Miljöförvaltningen i Stockholms stad avsåg att inte längre driva bildandet av naturminnen vidare.

### Bilder, exempel på naturminnen i Stockholms län

Botaniska naturminnen
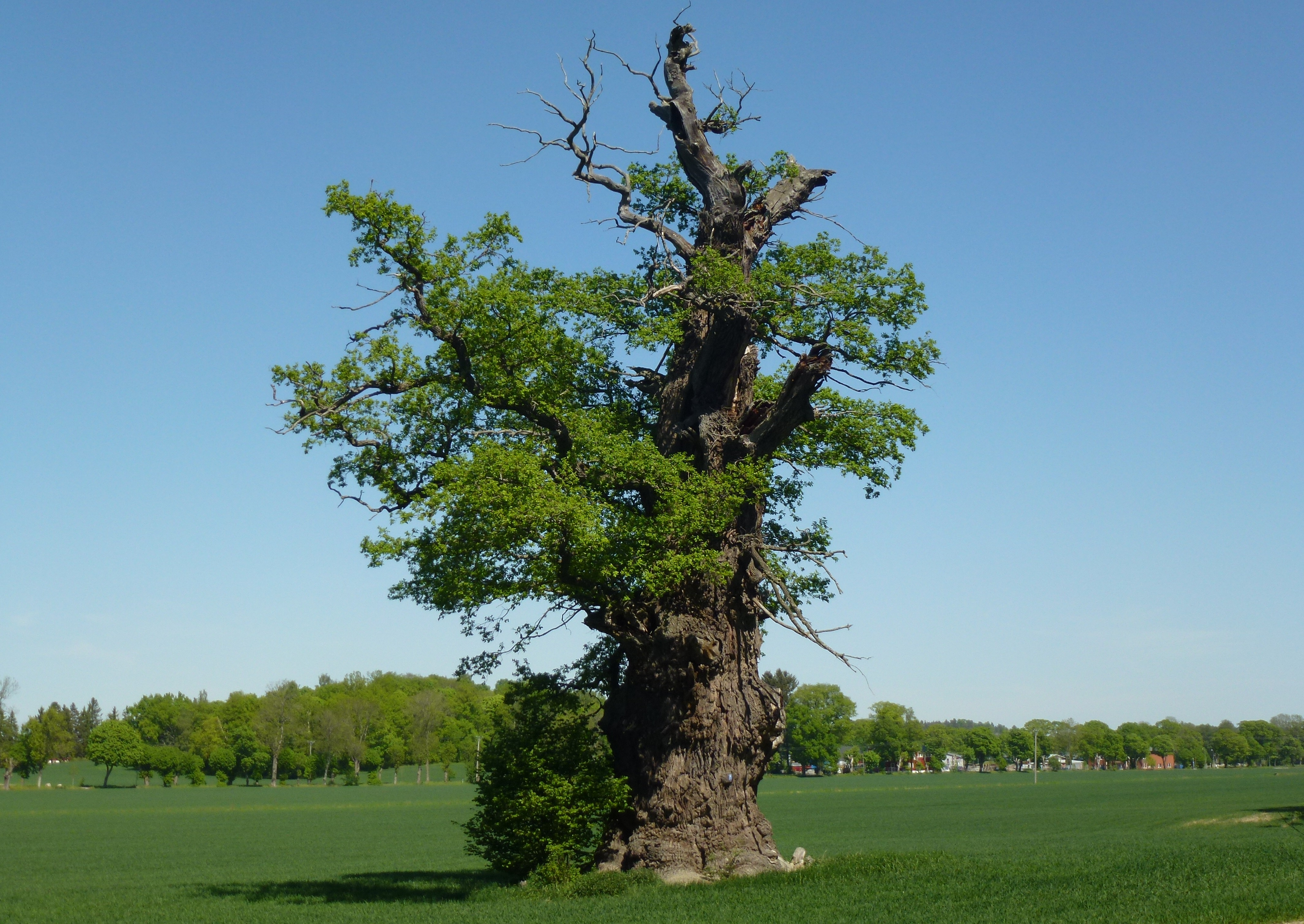
Ekebyhovseken (Ekerö kommun).
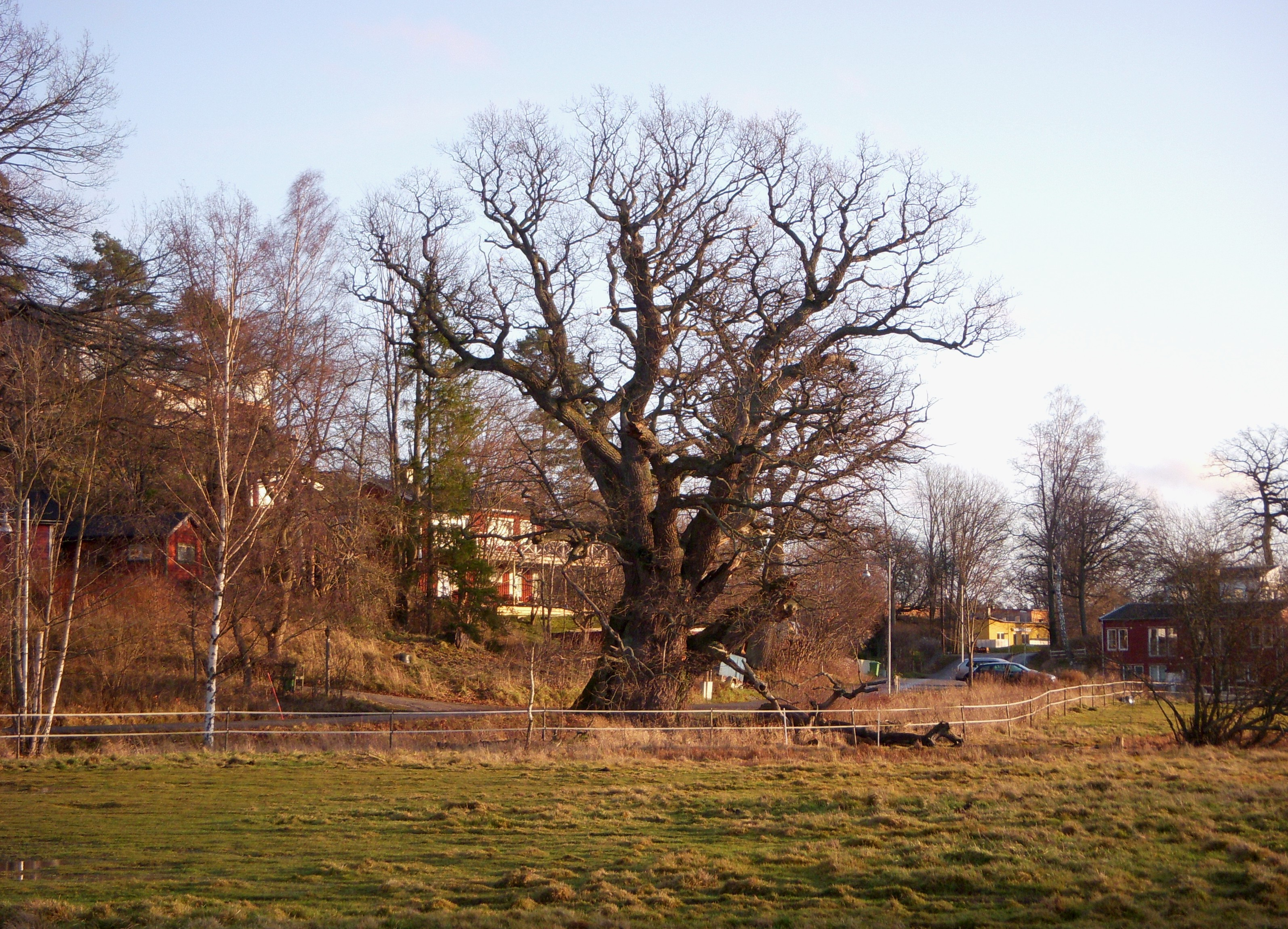
Gällstaöeken (Ekerö kommun).
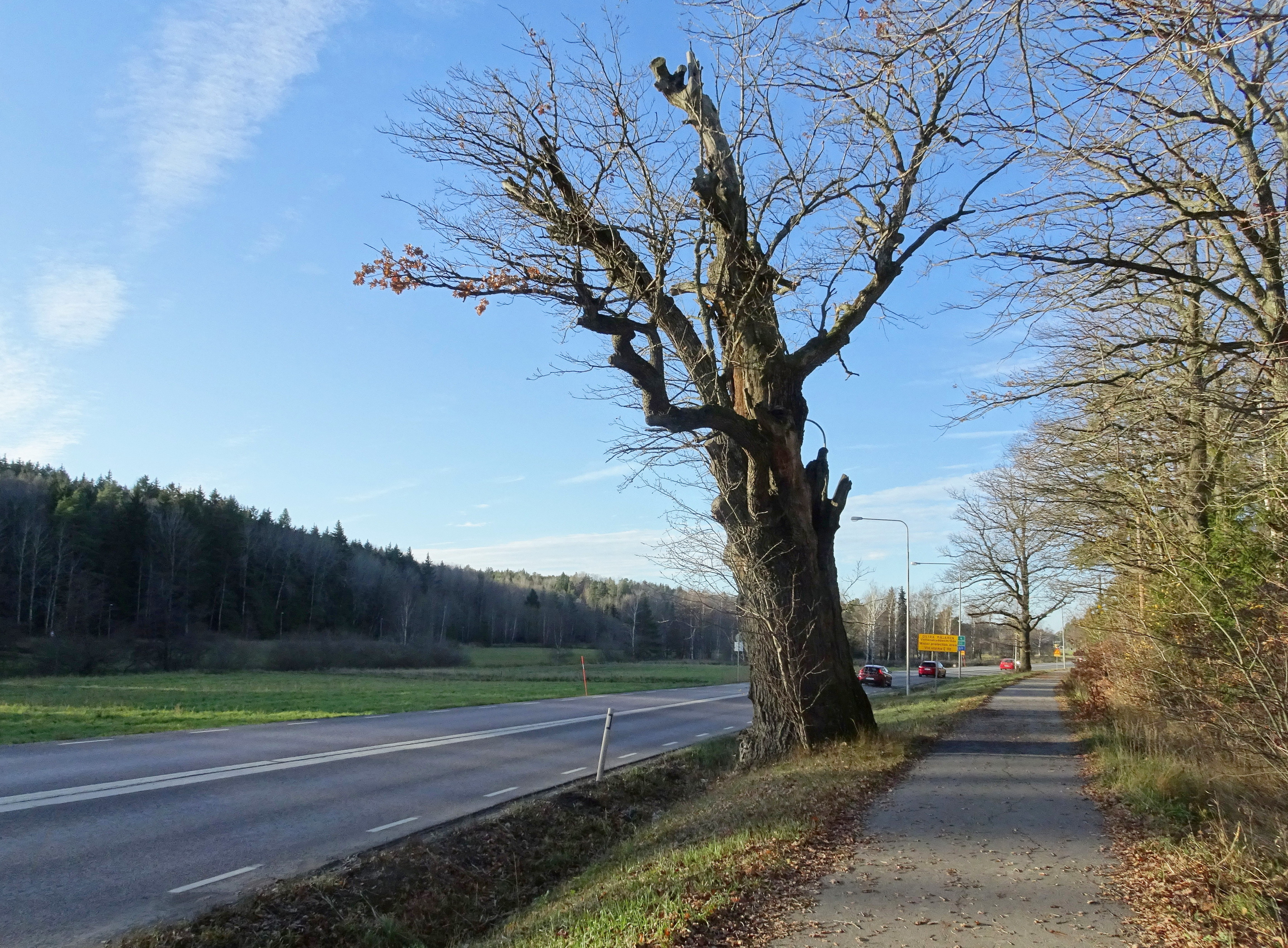
Hagstaeken (Huddinge kommun).
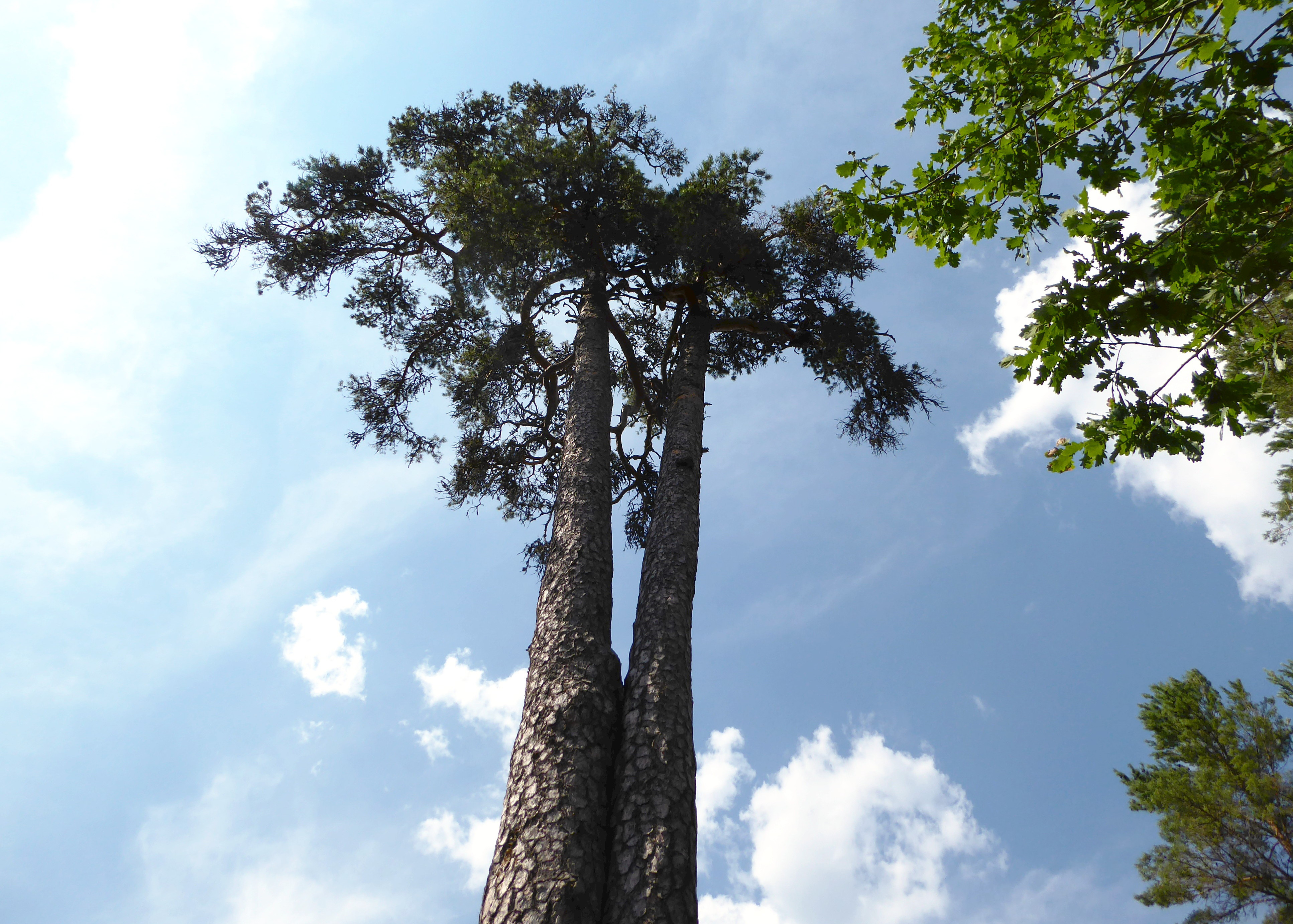
Trolltallen på Enhörna (Södertälje kommun)

Geologiska naturminnen
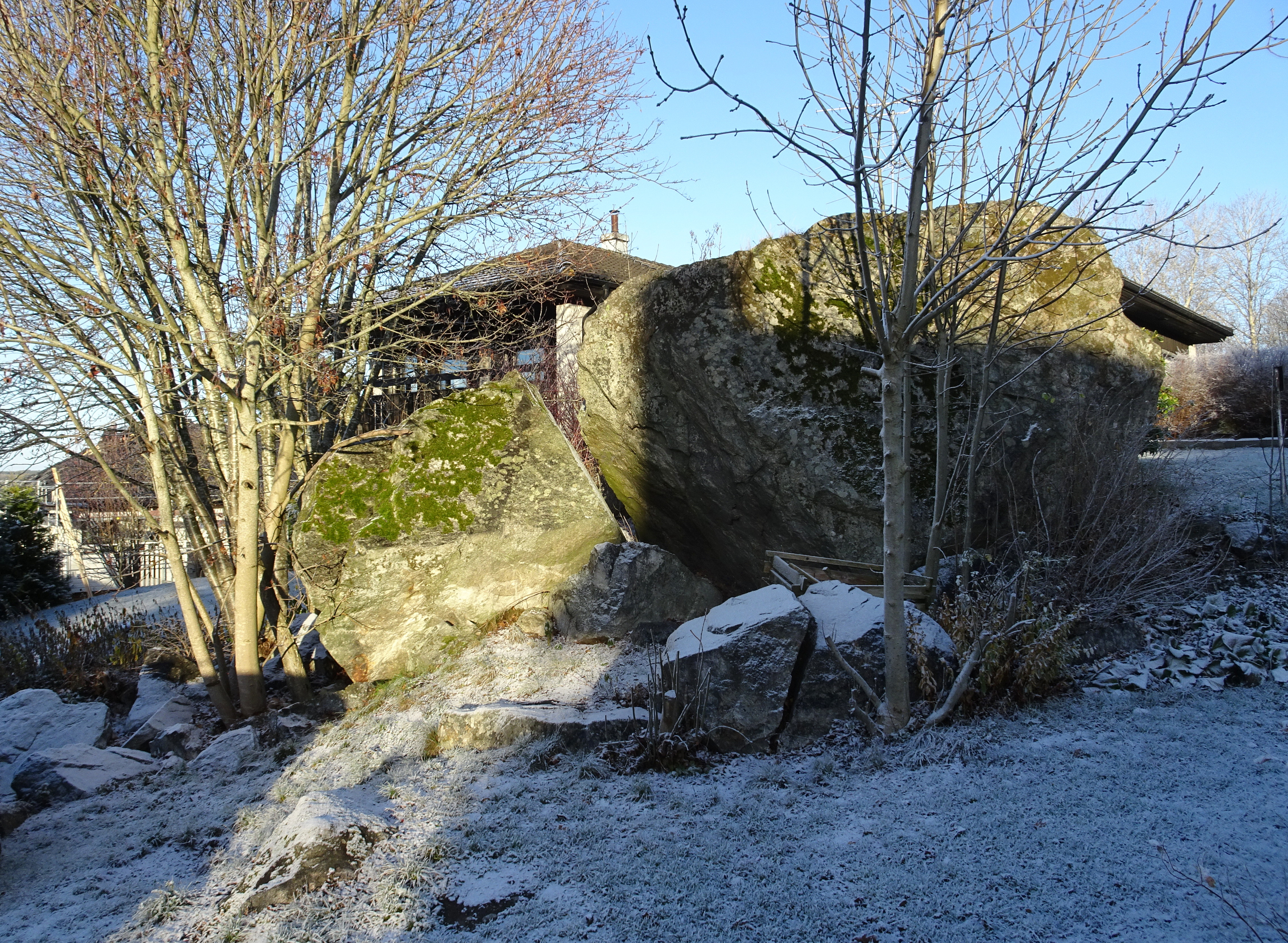
Johannesdals flyttblock (Stockholms kommun).
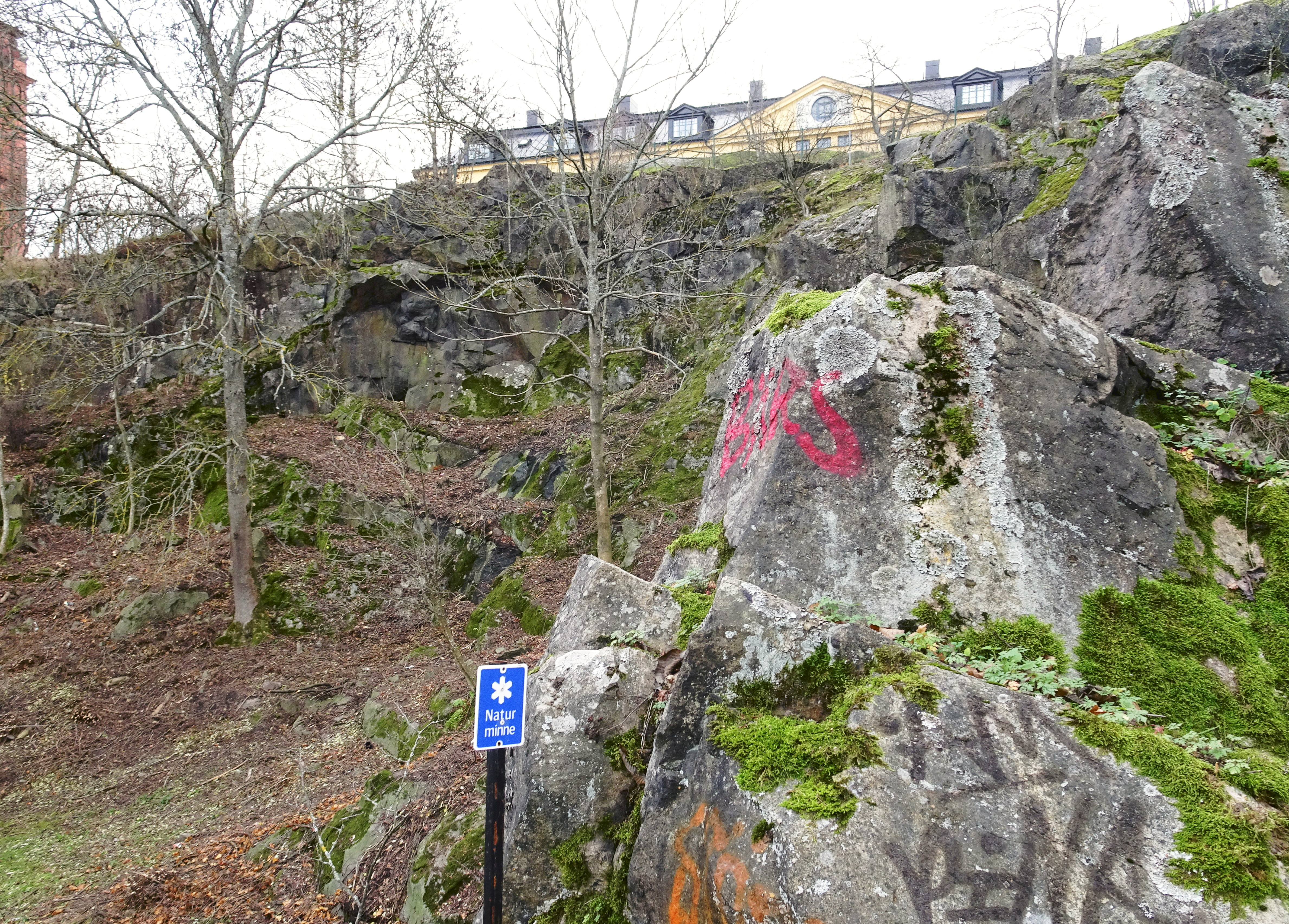
Pålsundsberget (Stockholms kommun).
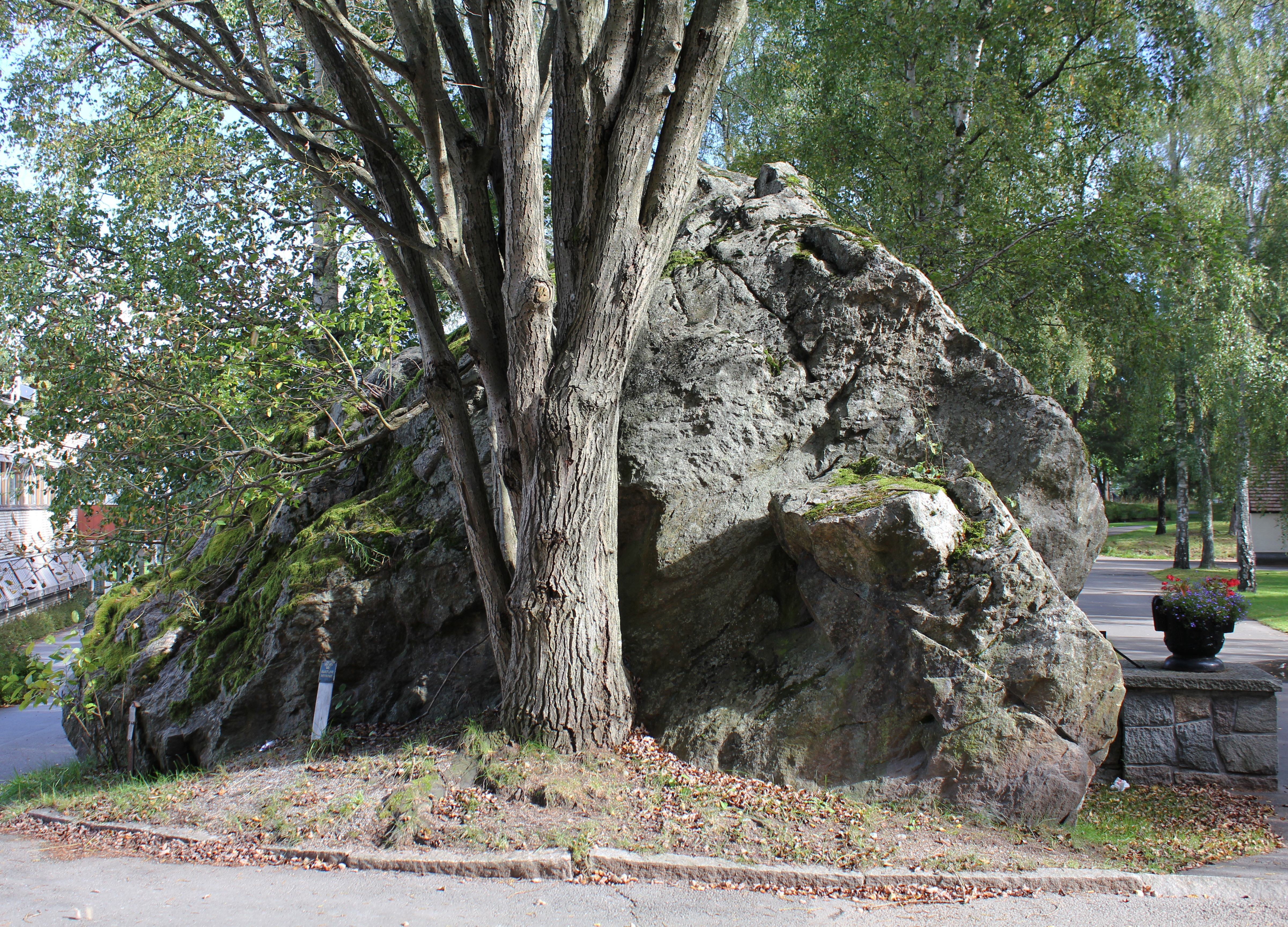
Biskopsstenen (Huddinge kommun).
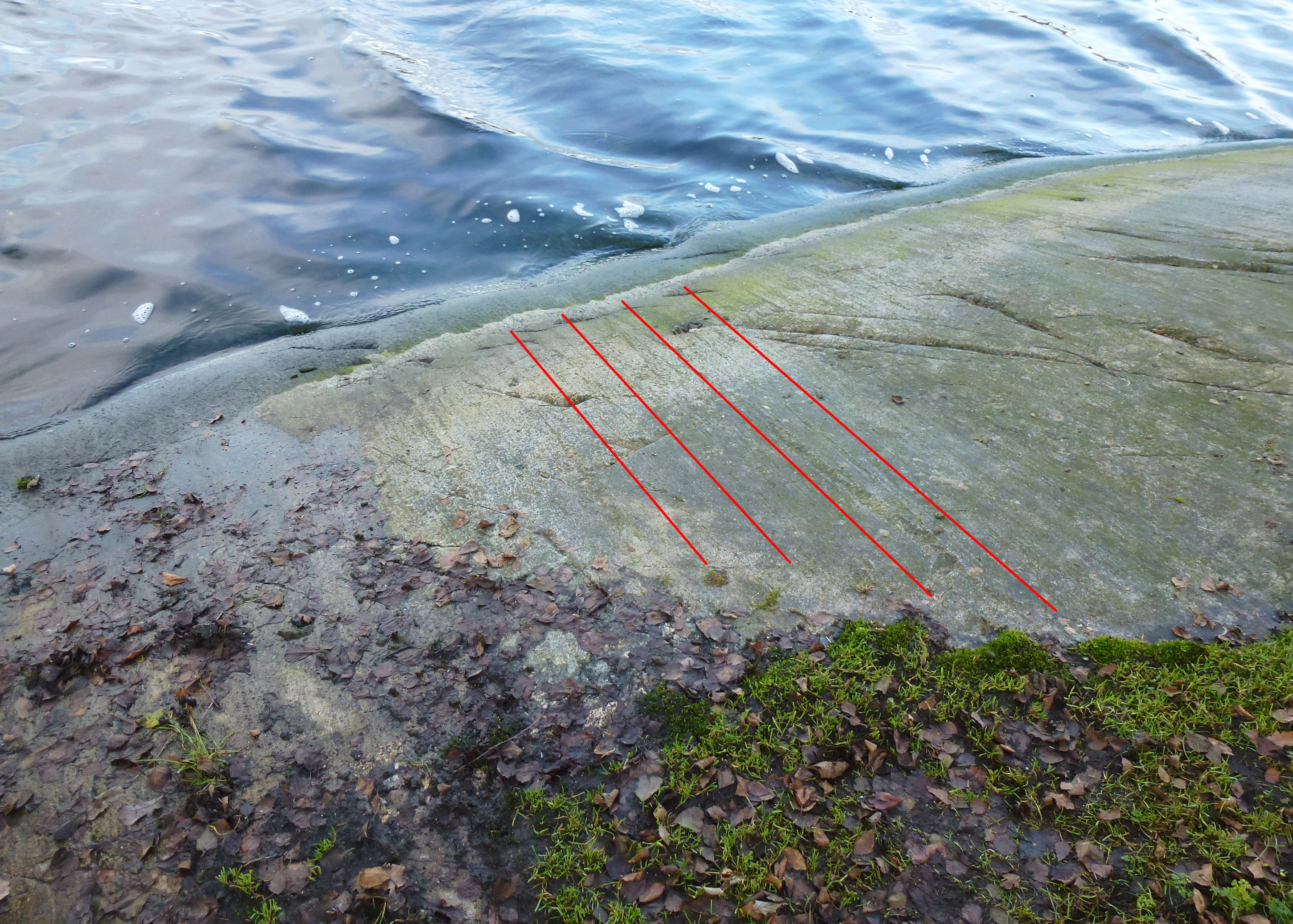
Råstahällen (Solna kommun).

## Storvilt och småvilt

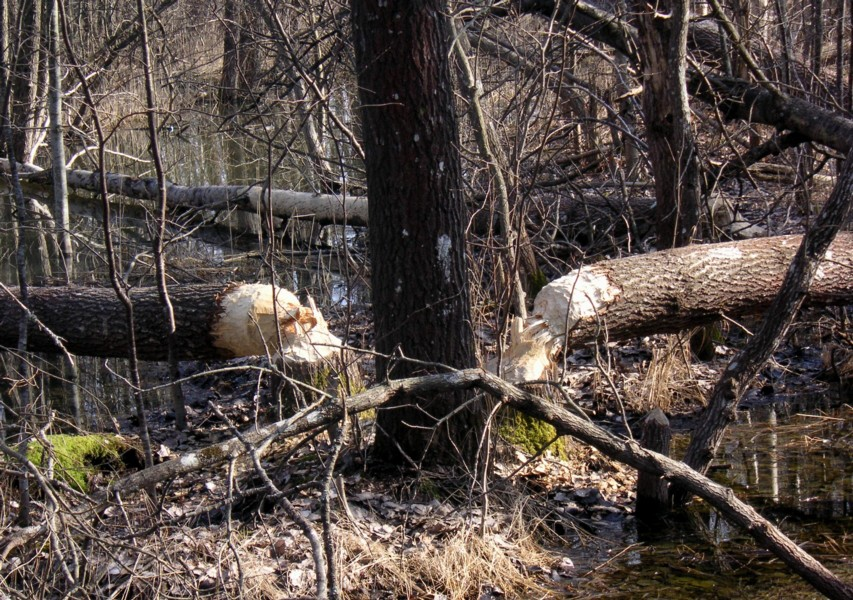
Spår efter bäver vid Flaten.

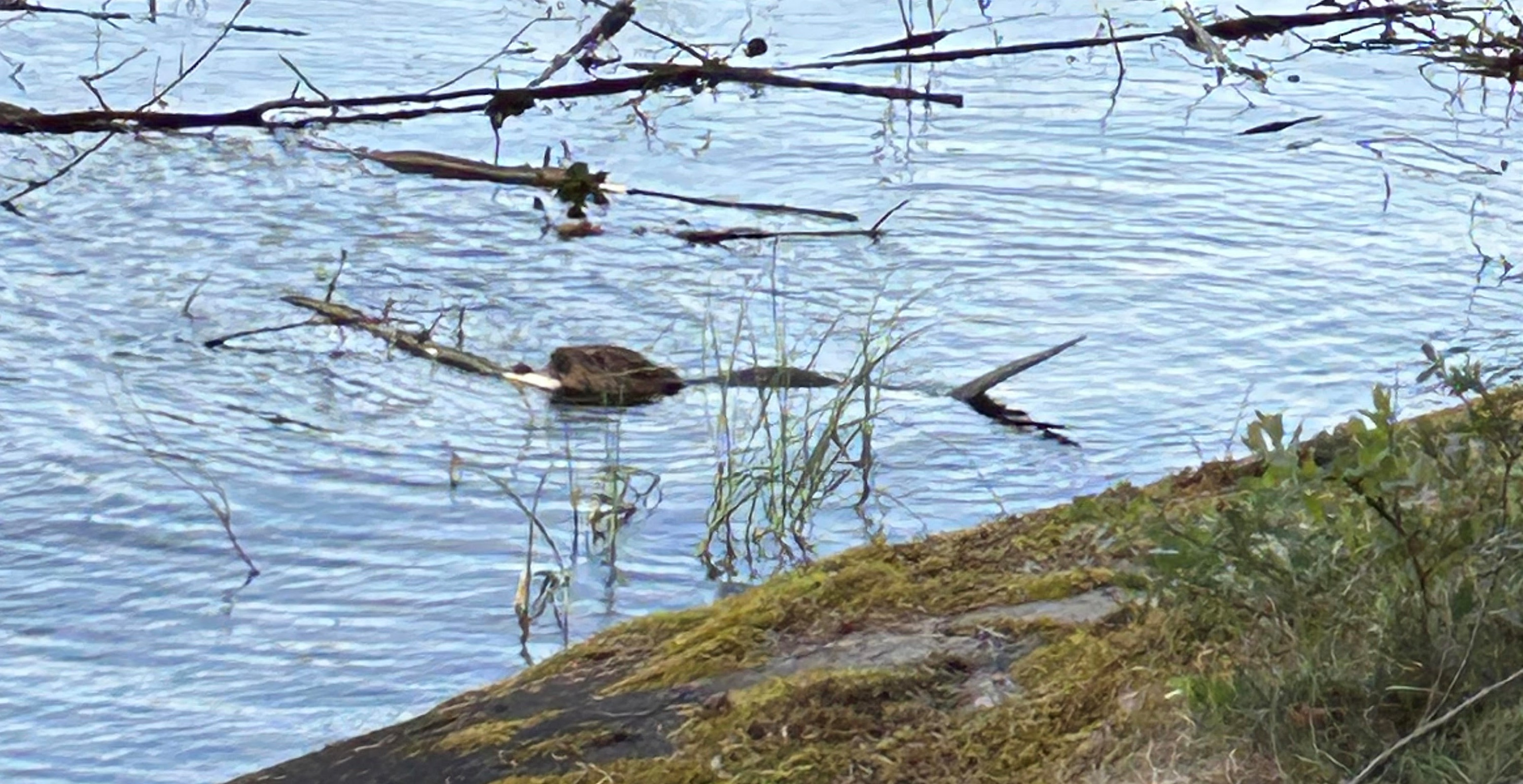
Bäver vid Ingarö.

Till Stockholms natur hör även stor- och småvilt. För jakt och viltvård svarar Jägareförbundet i Stockholms län, som lyder under Svenska Jägareförbundet.  Stockholms län har en registrerad älgjaktsareal på cirka 485 000 hektar (jaktåret 2009/2010) och i länet finns 14 så kallade älgskötselområden som täcker cirka 186 300 hektar. År 1983 sköts 2126 älgar i länet, siffran har sedan dess inte överträffats.
På senare år har den svenska vildsvinstammen ökat explosionsartat. I Mälardalen har en större vildsvinpopulation funnits sedan 1990-talet men numera (2011) har djuren dykt upp i flera stadsnära skogsområden, som Högdalen, Skarpnäck och Bromma. På grund av att djuren utgör en stor trafikfara och förstör markerna gäller nollvision enligt viltvårdare i Stockholms stad.
I Stockholms villaområden anser man att rådjur är skadedjur då de kan orsaka trafikolyckor och äter av trädgårdarnas blommor. Även om Stockholms rådjursstam i stort tenderar att minska så är populationen ändå hög främst i många villaområden. Stockholms stads viltvårdare skjuter av rådjur mycket sällan och endast i undantagsfall.
Bland småvilt märks bävern, som var utrotat 1871 då den sista svenska bävern dödades. 1873 fridlystes arten och år 2000 fanns igen en bäverstam på cirka 100 000 djur i Sverige. I Stockholms län förekommer bäver runt Mälaren och Mälarens öar samt i sjöarna på Södertörn. I Stockholms stad finns bäver i Flatens naturreservat och till och med så centralt som på Årsta holmar.

## Fåglar

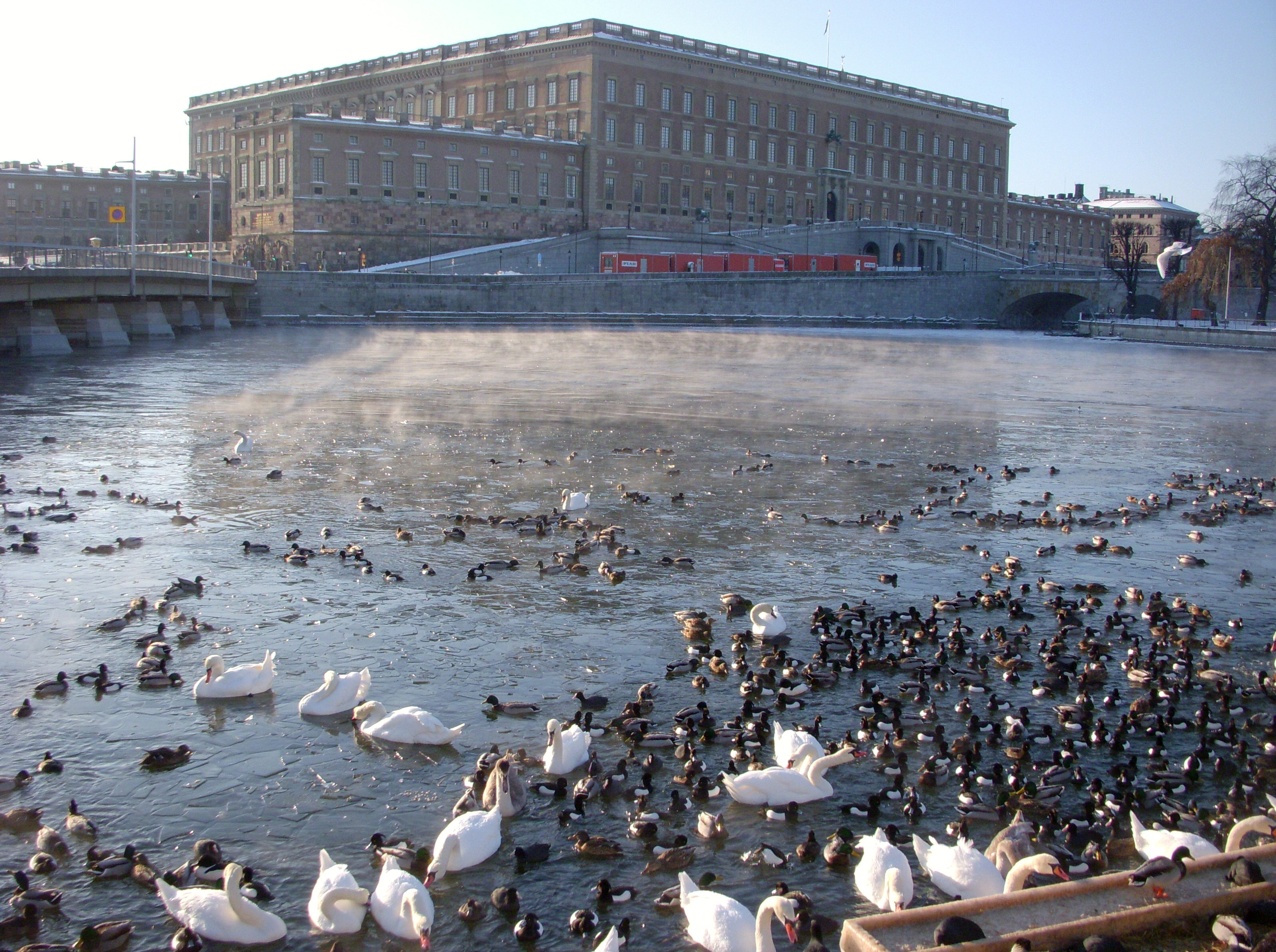
Utfodring i Norrström en kall februaridag 2011, Stockholms slott i bakgrunden.

I Stockholm stad finns talrika fågellokaler. Exempelvis häckar över 100 fågelarter i Kungliga nationalstadsparken, bland annat i Isbladskärret och i Lappkärret. Stockholms ström har ett rikt fågelliv vintertid. Sedan 1930-talet sker utfodring av fåglar i Norrström nedanför Operan. Numera sköts utfodringen av knappt 30 fågelarter genom Trafikkontorets försorg och har blivit ett omtyckt turistmotiv.
I Stockholm är det Stockholms ornitologiska förening (en regionalavdelning till Sveriges ornitologiska förening) som arbetar på ideell basis med bland annat fågelskydd, inventeringar, holkuppsättningar, slyröjning och vasslåtter. Man bevakar även kommunala naturvårdsprojekt och organiserar den årliga fågelräkningen i Stockholm som kallas Vinterfåglar inpå knuten. 2016 fick man över 2 000 rapporter från Stockholm. Den vanligaste rapporterade arten var talgoxen. På plats två kom blåmes och på plats tre koltrast.
Stockholms Vildfågel Rehab är också en ideell förening som tar emot och rehabiliterar alla rehabiliteringsbara vilda fåglar oavsedd storlek. Varje år räddar föreningen på sin anläggning i Österåkers kommun närmare 2 000 fåglar.

### Fåglar i Stockholms skärgård
Ejdern var med sina drygt 100 000 par den i särklass talrikaste arten i Stockholm skärgård enligt en kustfågelinventering som genomfördes i Stockholms läns skärgård åren 2000−2005. Silvertärna kom på plats två med 5 500 par. Totalt räknades 167 216 häckande kustfågelpar. Av 38 arter kustfåglar uppvisade 20 arter vikande trender sedan förra inventeringen 1975. Allvarligast var situationen för svärta och skräntärna. En uppgång kunde registreras för bland annat knölsvan, knipa, storskarv, gråtrut och tordmule.
Inte alla sjöfåglar är välkomna i Stockholms skärgård. Hit hör storskarven som påstås hotar yrkesfisket i skärgården. 2018 beslöt Länsstyrelsen Stockholms län om skyddsjakt som sträcker sig fram till april 2019. Under jakten det får skjutas 1 500 storskarvar. Däremot fick inte Stockholms läns fiskarförbund tillstånd att förstöra ägg i skarvkolonier som förbundet önskat.

### Fågelsjöar

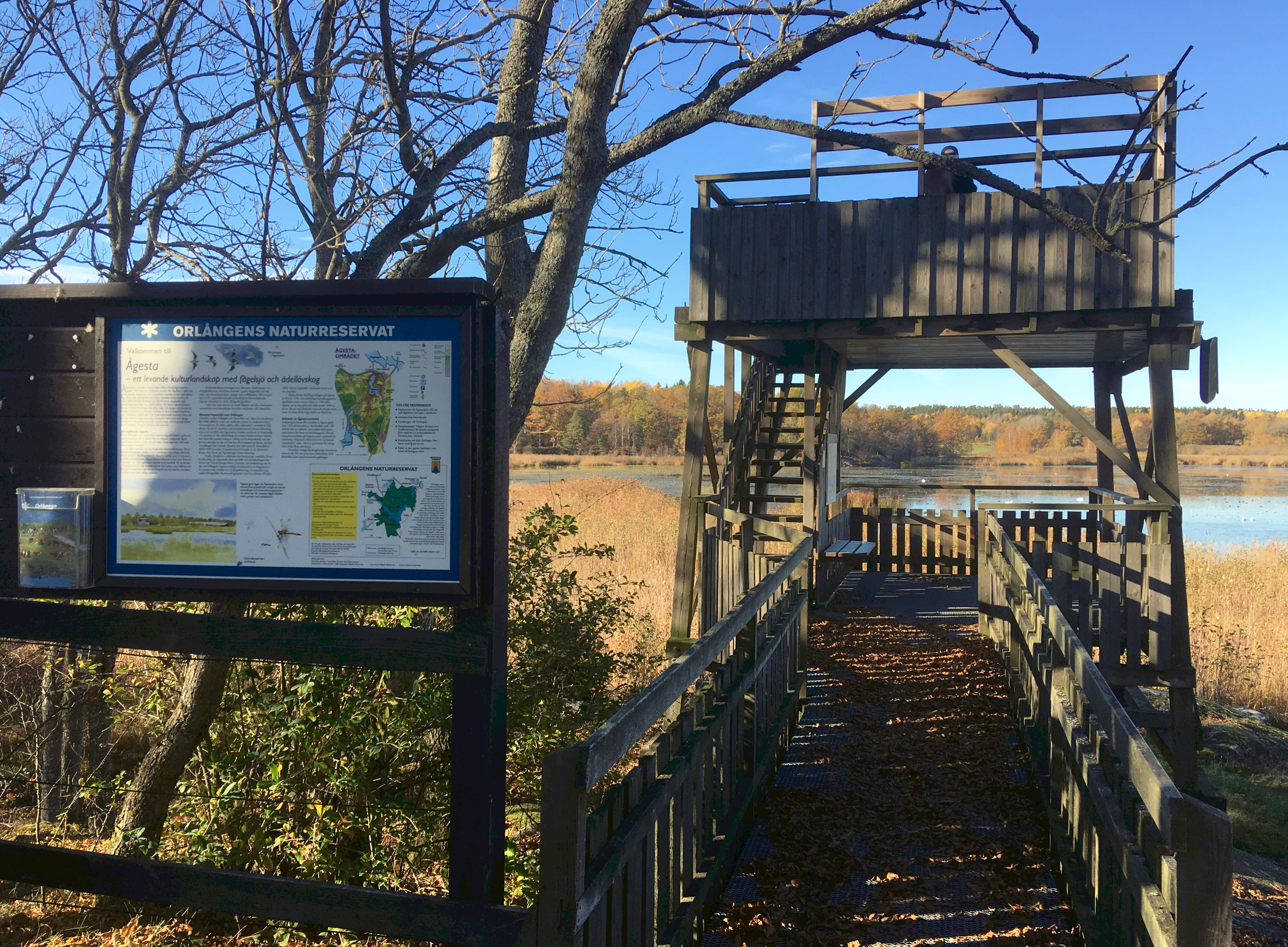
Ågestasjöns fågeltorn, 2018.

I Stockholms omgivning finns flera fågelsjöar med observationstorn där allmänheten kan skåda fåglar. Till skydd för fågellivet inrättas i regel ett fågelskyddsområde. Skyddstiden brukar anges på skyltar. Här några exempel på fågelsjöar:
- Angarnssjöängen
- Dalkarssjön
- Fysingen
- Isbladskärret
- Lissmasjön
- Sandemars naturreservat
- Säbysjön
- Svartsjöviken
- Ågestasjön

## Stockholms tio gröna kilar
Stockholms gröna kilar utgörs av tio grönområden som sträcker sig lik gröna kilar från landsbygden i Stockholms ytterområden in mot stadens centrala delar. De bildar sammanhängande grönstråk med höga natur- och kulturmiljövärden och möjlighet för rekreation. Bland de tio gröna kilarna i Stockholms län finns Järvakilen (utgår från Järfälla kommun), Rösjökilen (utgår från Rösjön), Bogesundskilen (med Bogesundslandet), Tyrestakilen (med Tyresta nationalpark) och Bornsjökilen (utgår från Bornsjön). Stora sammanhängande grönområden skapar även förutsättningar för ett rikt växt- och djurliv, som är viktiga för den biologiska mångfalden. Järvakilen är den längsta av Stockholms tio gröna kilar och här pågår sedan 2008 projektet Järva kilstråk med markerade vandringsleder.

## Vandringsleder (urval)

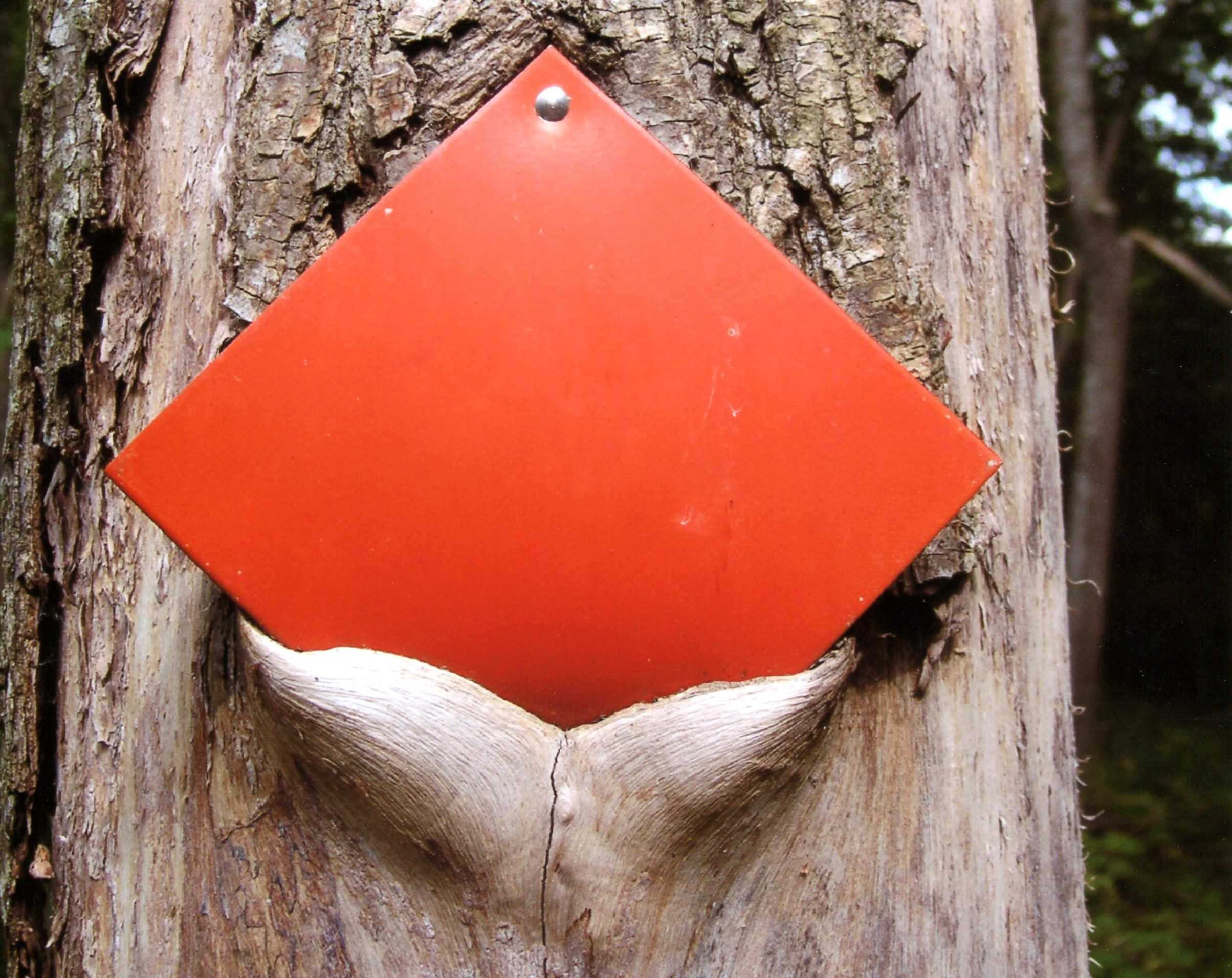
Markering för en vandringsled.

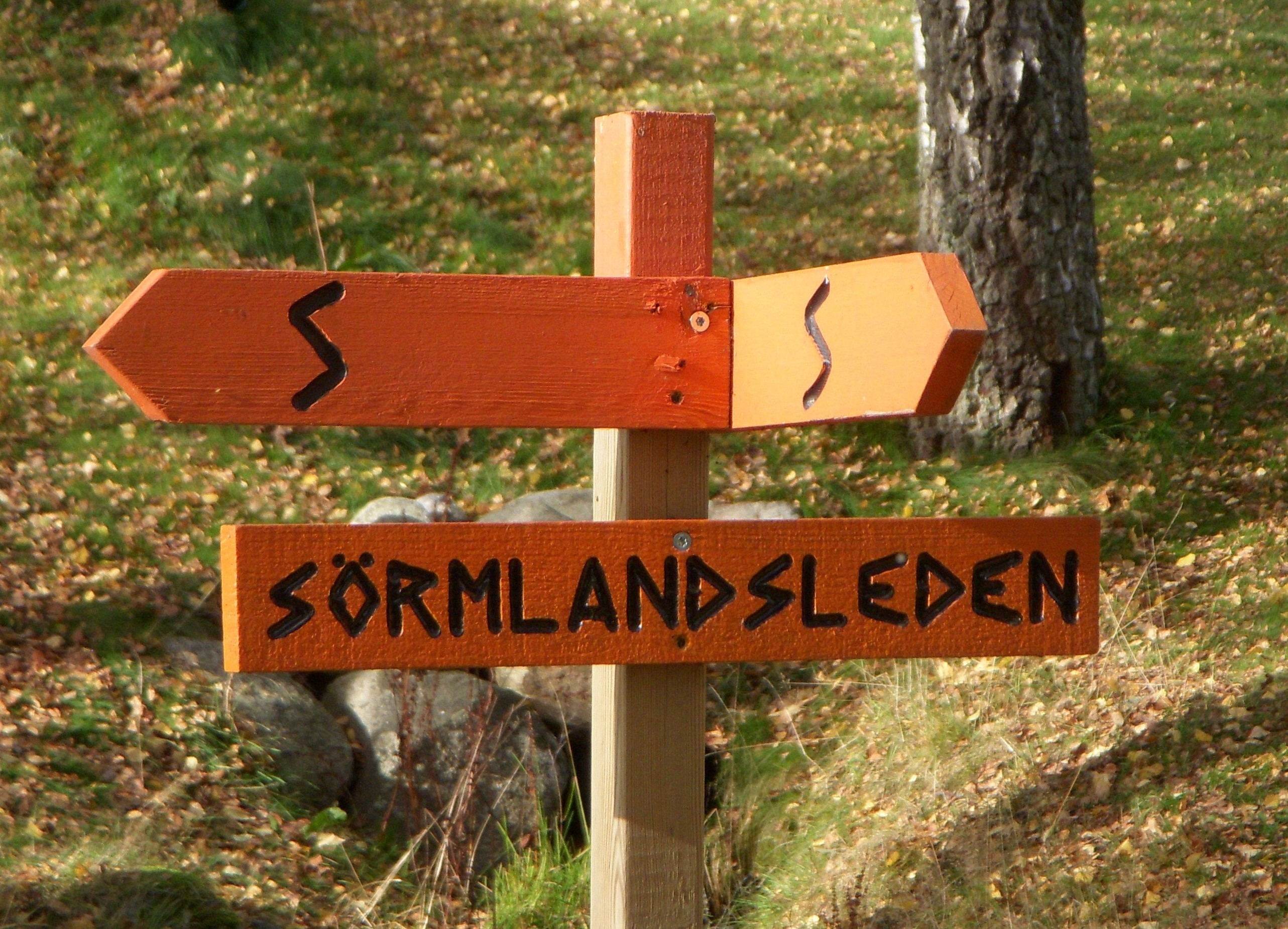
Markering för Sörmlandsleden.

I Stockholms tätbebyggda närhet finns korta och längre vandringsleder. En del har olika teman som Fornstigen på Lovön. Den är 18 km lång med tyngdpunkt på forntidens lämningar som finns längs stigen. Hallunda kulturstig i Botkyrka kommun sträcker sig mellan Slagsta hällristning i öst till Norsborgs herrgård och Hundhamras fornborg i väst. Kulturstigen är 4,5 kilometer lång och längs med den finns informationstavlor som berättar om tretton historiska platser.
- Sörmlandsleden är den mest kända och längsta leden i länet. Leden sträcker sig knappt 1000 kilometer från Nacka genom Södermanland söder om Stockholm. Drygt 100 etapper bjuder på olika svårighetsgrader och är mellan 3 och 20 kilometer långa. Flera etapper är också tillgängliga för rörelsehindrade.

- Upplandsleden är en annan stor vandringsled, den sträcker sig 350 kilometer norrut från Barkarby genom  Upplands län. Leden är uppdelad i 17 etapper, man vandra längs Mälarens vikar i söder till Dalälvens mynning i norr och går över myrar, åkerkanter och genom skogar.

- Upplands-Broleden är 29 kilometer lång och sträcker sig mellan tätorten Bro i väster och Stäksundet i öster. Leden invigdes i september 2008 och är en utbyggnad av en tidigare led som sträckte sig över Lennartsnäshalvön. Den sammanlänkar fyra av kommunens naturreservat.

- Ytterligare en känd vandringsled med dagsetapper är Roslagsleden som är 124 kilometer lång. Den går från Danderyd till Norrtälje. Ledens sex etapper går längs vindlande skogsstigar och krokiga grusvägar. Etapp 3 är ett projekt som går ut på att förlänga Roslagsleden till Grisslehamn.[56]

- Blå leden är  31 kilometer lång och går genom Upplands och Stockholms län, den börjar i Vaxholm och sträcker sig till Domarudden. Längs leden finns fem rastplatser, samt tillgång till servering, dusch och bastu på flera ställen.

- Gångstråk Stockholm består av 19 gångstråk i och runt Stockholms kommun. De går utmed de kollektiva spårförbindelserna så att vandraren lätt kan nå stråken. Till varje gångstråk finns en beskrivning som berättat vad som är karaktäristiskt för sträckningen och de miljöer som passeras. Man går genom både Stockholms natur och Stockholms stadslandskap. Alla stråken slutar på Stortorget i Gamla stan.[57]

- Huddingeleden är en vid förgrenad vandringsled i Huddinge kommun. Leden är drygt 80 kilometer lång och invigdes på försommaren 2016. Den sammanbinder sex Natura 2000 områden, ett biotopskyddsområde, 12 naturreservat och ett tiotal sjöar, bland dem Gömmaren, Magelungen, Drevviken, Gladökvarnsjön och Orlången. Leden är uppmärkt med orangefärgade plåtskyltar med texten ”HUDDINGELEDEN”.[58]

## Myndigheter
Att skydda och vårdar naturen är både en statlig och kommunal angelägenhet.
Det övergripande ansvaret för naturvården i länet ligger hos Länsstyrelsen i Stockholms län. Länsstyrelsen ansvarar för skötseln av naturreservat och andra naturskyddade områden. Man sammanställer och publicerar rapporter och producerar broschyrer till allmänheten. Vid sitt arbete stödjer sig länsstyrelsen på  miljöbalken. Kommunerna svarar för naturvården på det lokala planet. En del kommuner har särskilda kommunbiologer anställda, som arbetar med natur- och miljövårdsfrågor.

## Riksintressen
Områden av riksintresse för naturvård och friluftsliv är en del av miljöbalkens hushållningsbestämmelser som syftar till en god hushållning med mark, vatten och naturresurser. I Stockholms län finns 53 områden av "riksintresse för naturvård" och nio områden av "riksintresse för friluftsliv". Största delen utgörs av Stockholms skärgård.

## Topografisk karta över "Trakten kring Stockholm" 1861

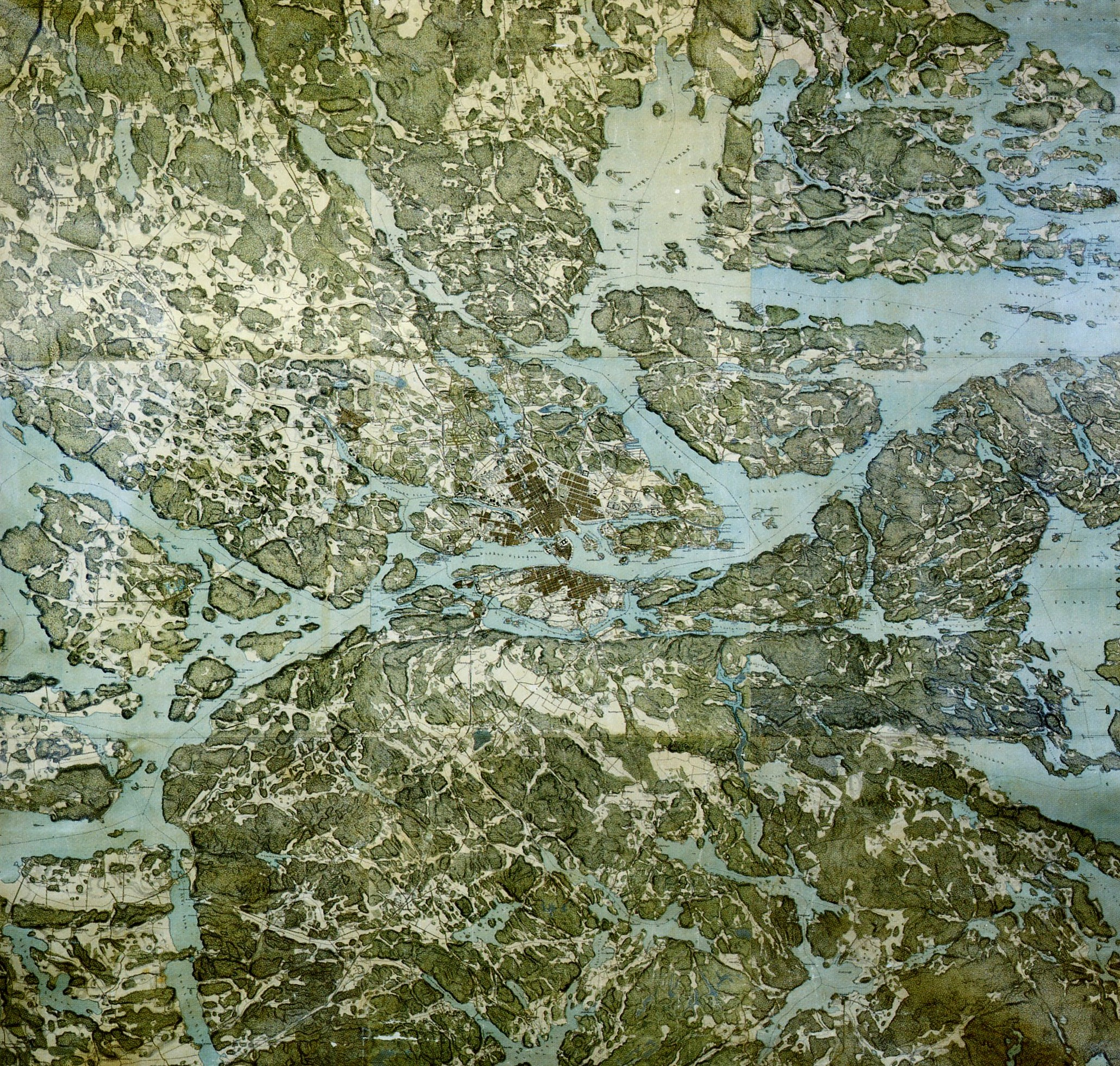
Denna karta över "Trakten kring Stockholm" utkom 1861. Kartan är ett mycket exakt dokument över Stockholms omgivningar. Den visar Stockholmstraktens många grönområden och omväxlande natur med sina talrika sjöar och vattendrag så som det såg ut på 1800-talets mitt.

## Referenser

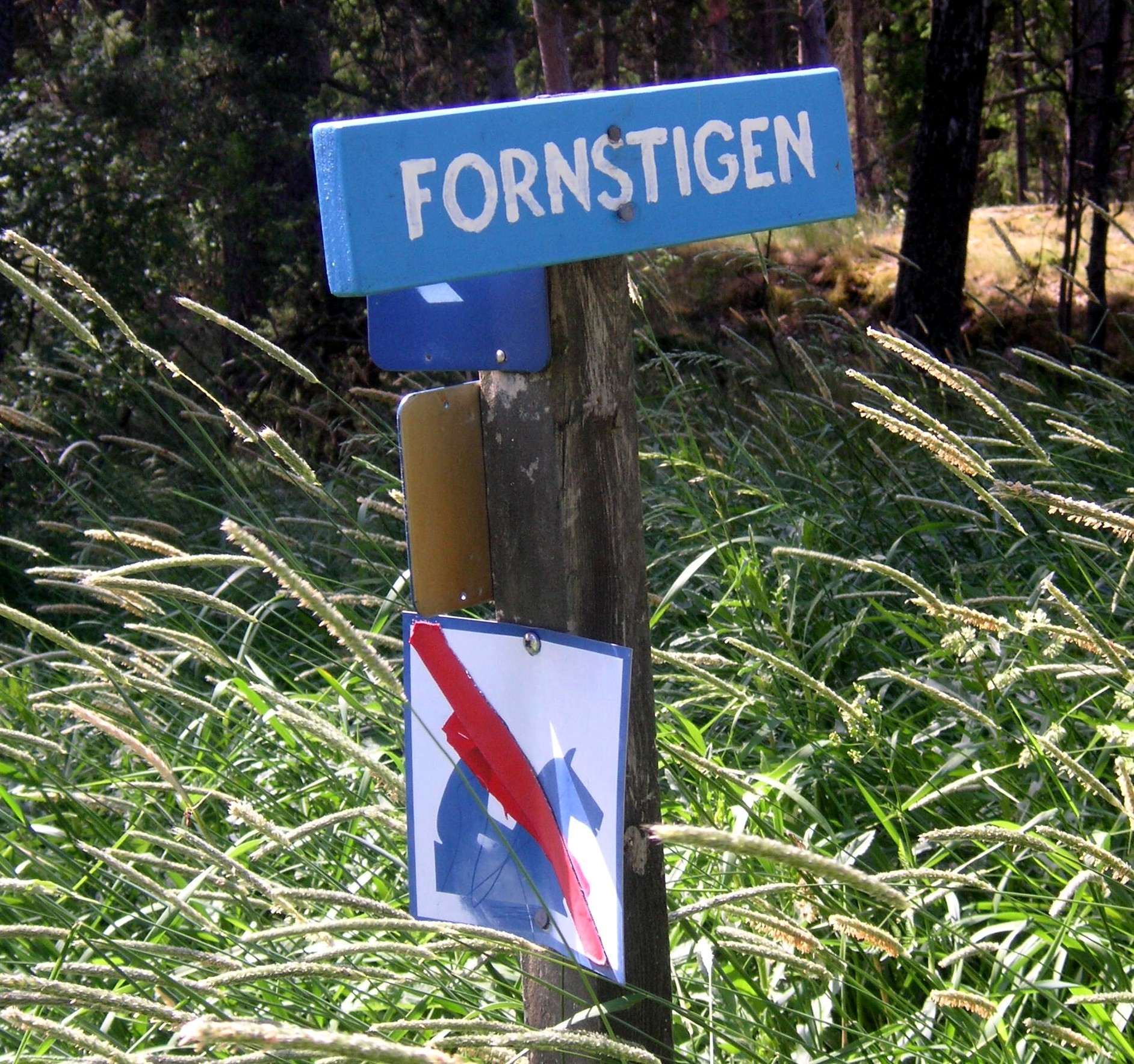
Fornstigen på Lovön.

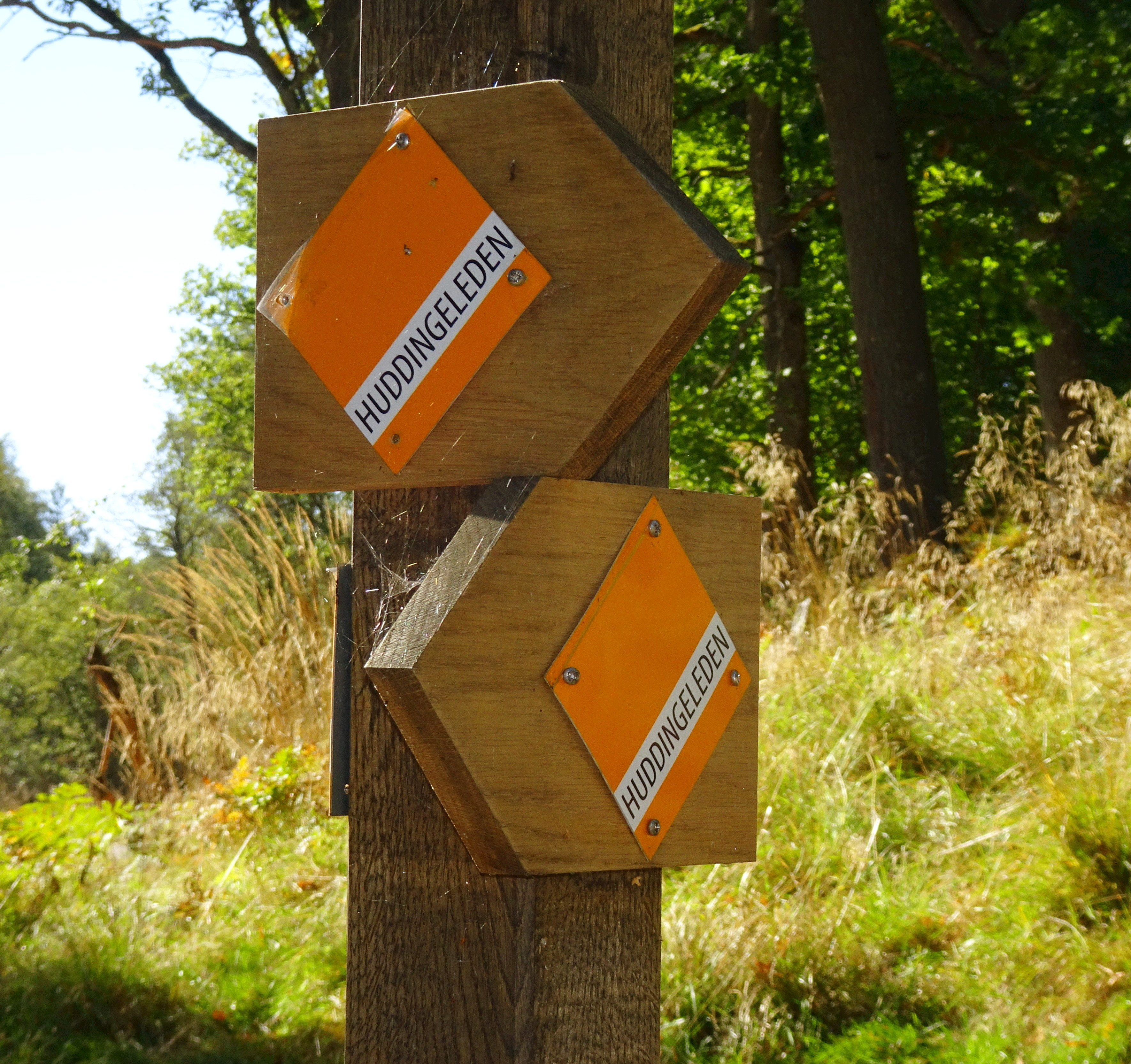
Huddingeleden.

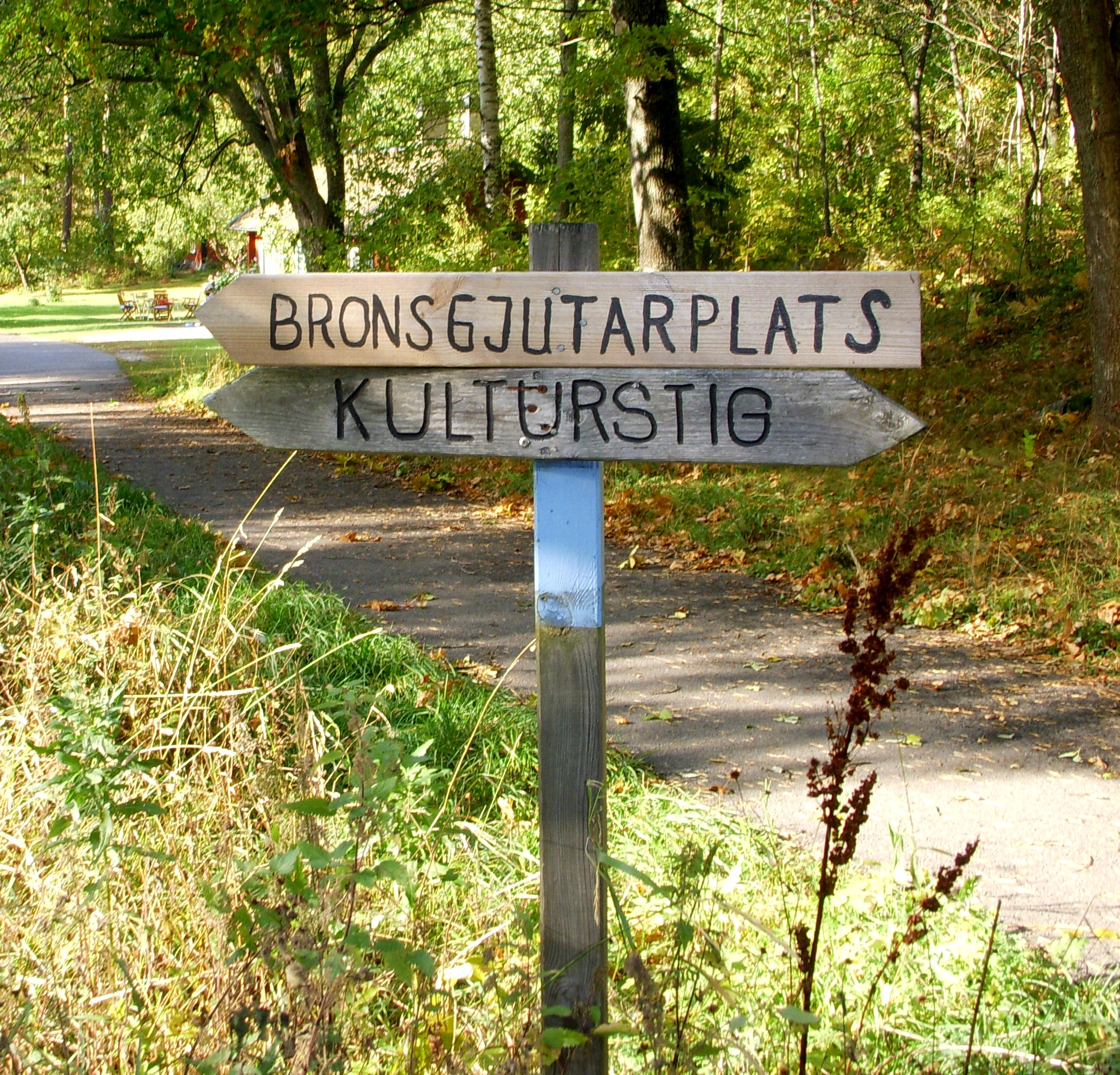
Hallunda kulturstig.

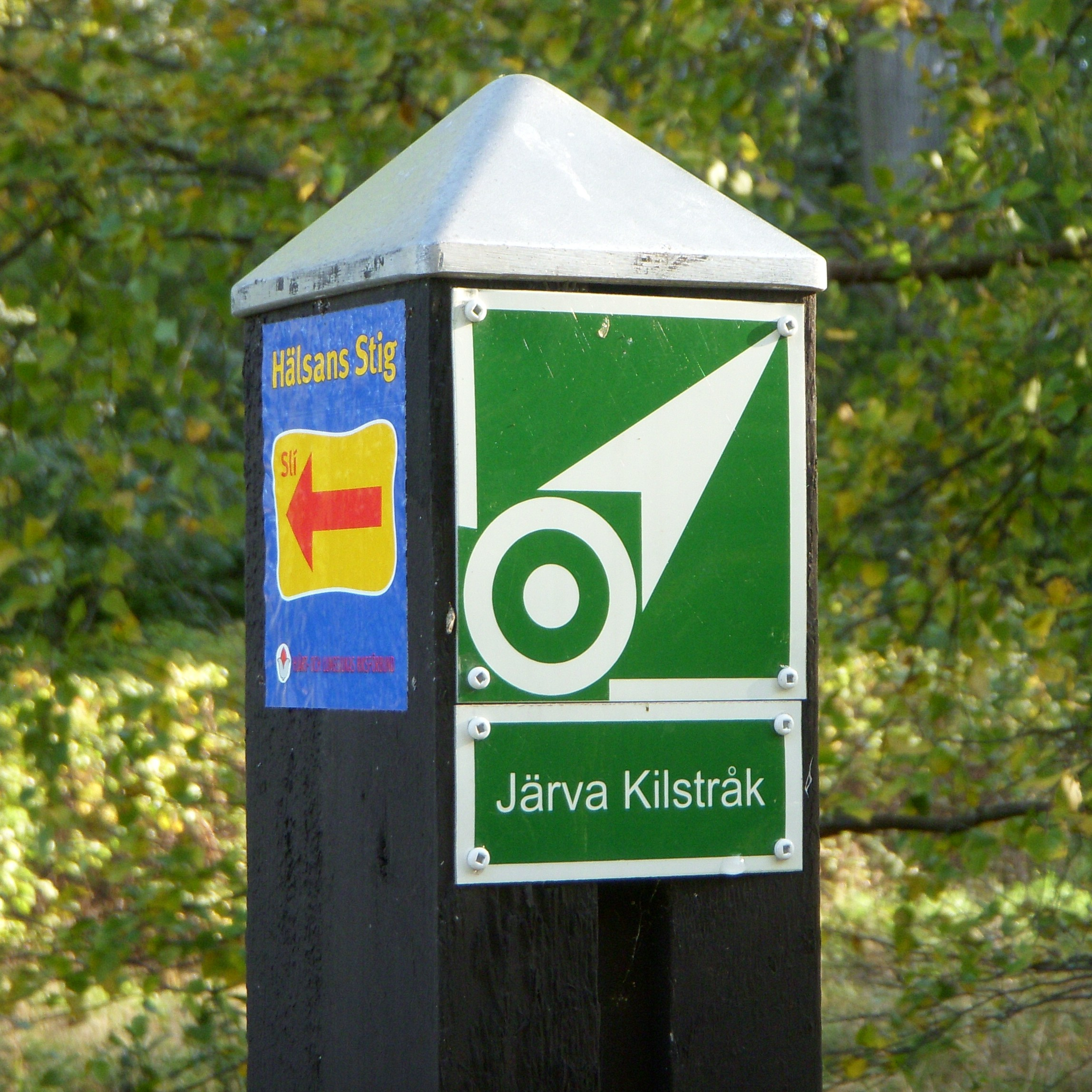
Järva kilstråk och Hälsans stig.